# Giovanni Falcone
Giovanni Salvatore Augusto Falcone (Palermo, 18 maggio 1939 – Palermo, 23 maggio 1992) è stato un magistrato italiano, vittima di Cosa Nostra nella strage di Capaci assieme alla moglie Francesca Morvillo e a tre agenti della scorta.
Assieme ai colleghi e amici Rocco Chinnici, Antonino Caponnetto e Paolo Borsellino, Falcone è stato una delle personalità più importanti e prestigiose nella lotta alla mafia in Italia e a livello internazionale.

## Biografia

### Origini e formazione

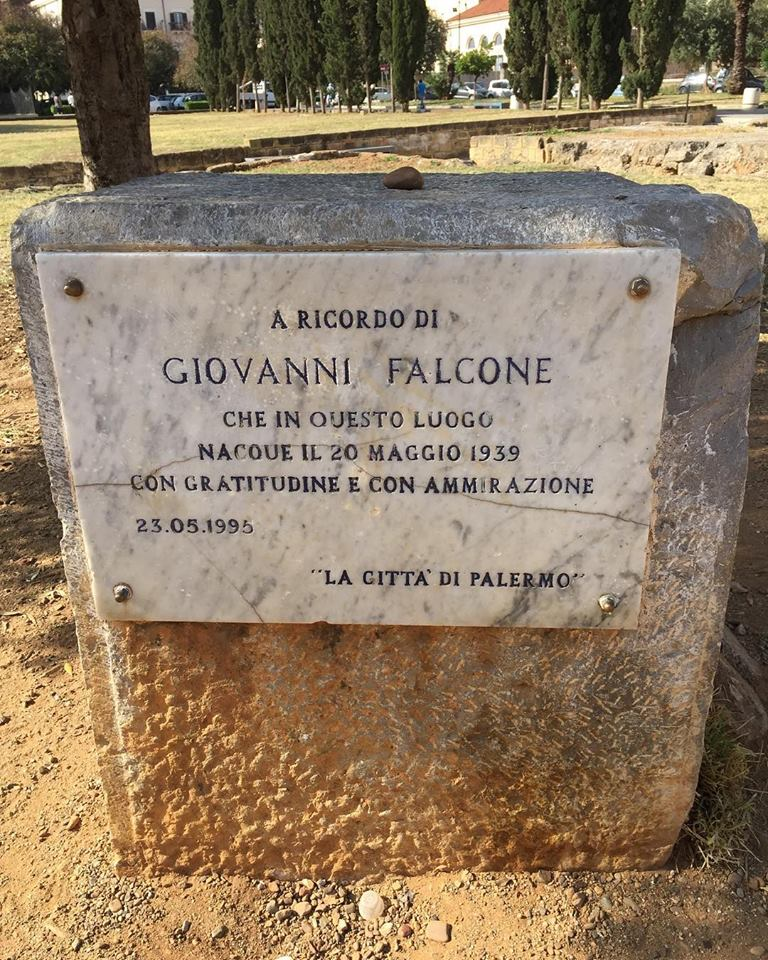
Lapide nel luogo in cui nacque Giovanni Falcone: l'abitazione non esiste più perché venne demolita nel 1959. Piazza Magione, Palermo.

Giovanni Falcone nacque in una famiglia benestante: il padre, Arturo Falcone (1904-1976), era il direttore del laboratorio chimico di igiene e profilassi del comune di Palermo, e la madre, Luisa Bentivegna (1907-1982), era figlia di un noto ginecologo della stessa città. Terzo figlio, aveva due sorelle maggiori: Anna (1934) e Maria. Nacque il 18 maggio 1939 a Palermo in via Castrofilippo, nel quartiere della Kalsa, lo stesso di Paolo Borsellino e di molti futuri mafiosi, come Tommaso Spadaro.
Il secondo nome di Giovanni, Salvatore, gli fu dato in memoria dello zio materno Salvatore Bentivegna, tenente dei Bersaglieri morto sul Carso colpito da una granata durante la prima guerra mondiale. Il terzo nome, Augusto, fu dovuto alla passione del padre per la storia romana. Il fratello del padre, Giuseppe Falcone, prestò anch'egli servizio durante la seconda guerra mondiale come capitano nell'Aviazione e morì all'età di 24 anni abbattuto con il suo aereo. Anche il padre di Giovanni partecipò alla guerra: colpito alla testa, si riprese dopo un intero anno passato tra la vita e la morte. In seguito si laureò e sposò Luisa. Il fratello della nonna paterna, Pietro Bonanno, fu assessore ai Lavori Pubblici e poi, dal 28 dicembre 1903 fino all'11 febbraio 1905, fu a capo dell'amministrazione di Palermo come prosindaco.
I Falcone dovettero abbandonare la Kalsa nel 1940 a causa dei bombardamenti della seconda guerra mondiale e sfollarono a Sferracavallo, una borgata marinara di Palermo. Dopo il 9 maggio 1943 (bombardamento della passeggiata e dei palazzi del porto) si trasferirono dai parenti della madre a Corleone. A seguito dell'armistizio di Cassibile, tornarono alla Kalsa dove, a causa dei danneggiamenti riportati dal loro appartamento, vennero ospitati dalle zie Stefania e Carmela, sorelle del padre. La prima era una musicista e si era formata al Conservatorio di Palermo mentre la seconda era una pittrice sullo stile di Francesco Lojacono.
Giovanni frequentò le scuole elementari al Convitto Nazionale di Palermo, le medie alla scuola "Giovanni Verga" e le superiori al liceo classico "Umberto I". Frequentava l'Azione Cattolica e trascorreva gran parte dei suoi pomeriggi in parrocchia facendo la spola tra quella di Santa Teresa alla Kalsa e quella di San Francesco. Nella prima conobbe padre Giacinto che diventò il suo cicerone e gli fece visitare il Trentino e Roma. All'età di tredici anni cominciò a giocare a calcio all'Oratorio dove, durante una delle tante partite, conobbe Paolo Borsellino, con cui si sarebbe ritrovato prima sui banchi dell'università e poi nella magistratura.

Allievo 1ª Classe Stato Maggiore Giovanni Falcone, gennaio 1958.

In parrocchia si appassionò anche al ping-pong e in una partita si trovò a giocare con un suo coetaneo, Tommaso Spadaro, che sarebbe diventato personaggio di spicco della mafia locale implicato nel contrabbando di sigarette e nel traffico di stupefacenti. Al liceo trovò il professore Franco Salvo, insegnante di storia e filosofia seguace dell'Illuminismo che con i suoi insegnamenti risultò fondamentale per la formazione del ragazzo. Terminò il liceo all'età di 18 anni, nel 1957, diplomandosi con il massimo dei voti.
Nel settembre 1957 si trasferì a Livorno per frequentare l'Accademia navale, con l'intenzione di diventare ufficiale e laurearsi in ingegneria, ma anziché essere assegnato ai corpi tecnici fu assegnato al corso per il ruolo  Stato Maggiore. Dopo quattro mesi, nel gennaio 1958, abbandonò l'Accademia e tornò nella città natia iscrivendosi, al pari della sorella Maria, invece che in ingegneria alla Facoltà di Giurisprudenza dell'Università degli Studi di Palermo. In quegli anni ebbe modo di praticare diverse attività sportive con molta costanza, sebbene avesse dovuto precedentemente abbandonare il livello agonistico nel 1956 a causa di un infortunio. Si era così dedicato al canottaggio, frequentando la Canottieri Palermo durante tutti gli anni dell'università. Nel 1959 la famiglia Falcone fu costretta a trasferirsi in Via Notarbartolo per via degli avvenimenti legati al sacco di Palermo, che portarono alla demolizione della loro abitazione per lasciare spazio alla costruzione di una strada più ampia, che poi non ebbe più luogo. Nel corso della sua vita Giovanni avrebbe poi cambiato tre case in quella stessa strada: una da ragazzo, una con la prima moglie Rita e poi un'altra ancora con Francesca, la seconda moglie. Si laureò poi con 110 e lode nel 1961, con una tesi sull'Istruzione probatoria in diritto amministrativo, discussa con il professore Pietro Virga.

### L'ingresso e le prime indagini in magistratura

Giovanni Falcone insieme alla moglie e collega Francesca Morvillo, entrambi in toga.

Falcone vinse il concorso ed entrò nella magistratura italiana nel 1964 e in quello stesso anno nella Basilica della Santissima Trinità del Cancelliere sposò Rita Bonnici, maestra elementare. Nel 1965, a soli 26 anni, divenne pretore a Lentini: uno dei suoi primi casi fu quello di una persona morta per un incidente sul lavoro. A partire dal 1966, e per i successivi dodici anni, fu al tribunale di Trapani, nei primi anni come sostituto procuratore e giudice istruttore. A poco a poco, nacque in lui la passione per il diritto penale. Nel 1967 istruì il primo processo importante, quello alla banda mafiosa del boss di Marsala, Mariano Licari. Nell'aprile 1969 la malattia del padre, un tumore all'intestino che lo avrebbe poi portato alla morte nel 1976, lo toccò profondamente. In quegli anni stava mutando radicalmente, a cambiarlo non fu solo la mancanza del riferimento paterno ma intervennero anche fattori esterni.
Abbracciò i principi del comunismo sociale di Berlinguer in occasione delle elezioni politiche del 1976, sebbene la sua famiglia avesse da sempre votato Democrazia Cristiana anche in quanto cattolici praticanti. Scontratosi per questo motivo con la sorella Maria, motivò la sua scelta dicendo che, da profondo amante della giustizia quale egli era, si poneva il problema di combattere le disparità sociali e nel comunismo intravedeva quindi la possibilità di appianare le sperequazioni. Rispose quasi volendola rassicurare che il comunismo italiano sarebbe stato differente da quello russo, aggiungendo sarcasticamente che, nell'ipotetica eventualità di una crisi di libertà nella loro democrazia, sarebbe ritornato sulle montagne come i partigiani. Nel suo lavoro però non si lasciò mai influenzare dalle idee politiche.  Successivamente, si allontanerà dal comunismo, avvicinandosi al pensiero della tradizione socialista, ed in particolare all'elaborazione del "nuovo corso" rappresentato da Bettino Craxi e da Claudio Martelli. Più volte difatti il magistrato siciliano ha elogiato l'operato dei Governi Craxi (1983-1987) e Martelli lo ebbe come suo fedele collaboratore (1991-1992).
Nel 1973 si trasferì alla sezione civile del tribunale di Trapani. Nel 1976, nella sala colloqui del carcere di Favignana, un detenuto lo bloccò per molte ore ponendogli un coltello alla gola. Nel luglio 1978 ritornò a Palermo. In quell'anno la Bonnici lasciò Falcone per restare a Trapani, dove si era innamorata del presidente del tribunale della città Cristoforo Genna.
Nel tribunale palermitano cominciò a lavorare nella sezione fallimentare, occupandosi di diritto civile ed emettendo alcune sentenze di grande importanza. L'anno successivo conobbe la collega Francesca Morvillo, con la quale iniziò una relazione sentimentale che sfociò nel matrimonio nel 1986.
Dopo l'omicidio del giudice Cesare Terranova, nel settembre 1979, nonostante le preoccupazioni familiari, accettò l'offerta che da tanto tempo Rocco Chinnici gli proponeva e passò così all'Ufficio istruzione della sezione penale, che sotto, appunto, la guida di Chinnici divenne un esempio innovativo di organizzazione giudiziaria. Chinnici chiamò al suo fianco anche Paolo Borsellino, che divenne collega di Falcone nello sbrigare il lavoro arretrato di oltre 500 processi.

### I nuovi metodi investigativi e i processi Spatola e Mafara

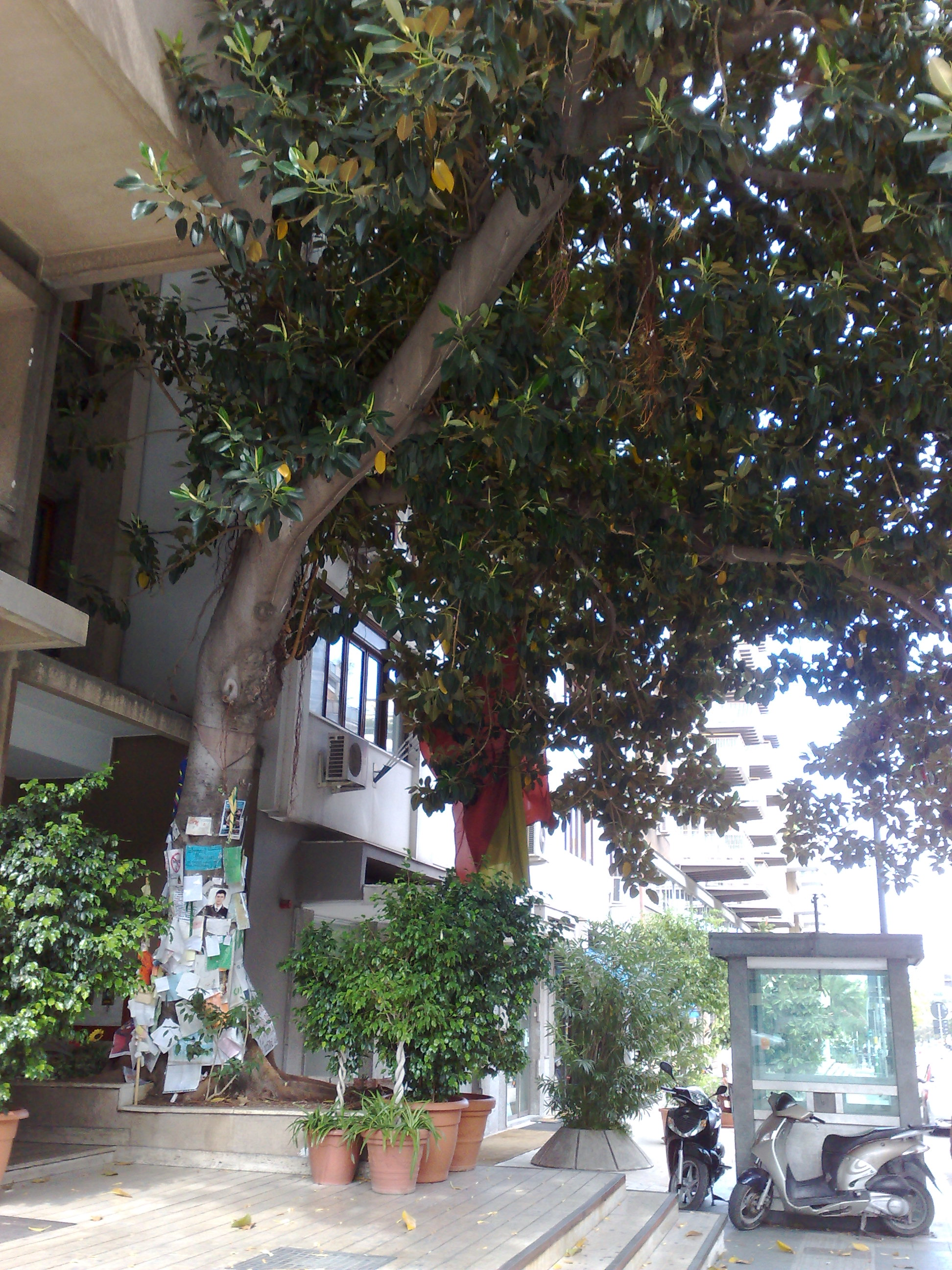
L'"Albero di Falcone" posto davanti all'ingresso della sua abitazione in via Notarbartolo n. 23. A fianco, è visibile la guardiola blindata costruita per assicurare maggiore protezione al giudice.

Nel maggio 1980 il procuratore capo di Palermo Gaetano Costa firmò personalmente 56 mandati di cattura contro Rosario Spatola, un costruttore edile palermitano, incensurato e molto rispettato perché la sua impresa aveva dato lavoro a centinaia di operai, e diversi esponenti dei clan italo-americani, guidati da Salvatore Inzerillo e John Gambino, accusati di gestire il traffico di stupefacenti con gli Stati Uniti; Chinnici decise quindi di affidare l'inchiesta su Spatola e i suoi associati al giudice Falcone.
Alle prese con questo caso, Falcone comprese che per indagare con successo le associazioni mafiose era necessario basarsi anche su indagini patrimoniali e bancarie, ricostruire il percorso del denaro che accompagnava i traffici e avere un quadro complessivo del fenomeno. Notò che gli stupefacenti venivano venduti negli Stati Uniti così chiese a tutti i direttori delle banche di Palermo e provincia di mandargli le distinte di cambio valuta estera dal 1975 in poi. Alcuni telefonarono personalmente a Falcone per capire che intenzione avesse e lui rimase fermo sulle sue richieste. Così, anche attraverso le verifiche bancarie effettuate dagli uomini della Guardia di Finanza guidati dal colonnello Elio Pizzuti e dal maresciallo Angelo Crispino e alle indagini serrate e perquisizioni compiute dagli agenti del dirigente Guglielmo Incalza della Squadra mobile, riuscì a cominciare a vedere il quadro di una gigantesca organizzazione criminale: i confini di Cosa nostra. Risalì così al rapporto fra gli amici di Spatola e la famiglia Gambino del New Jersey, rivelando i collegamenti fra mafia americana e siciliana. Il 6 agosto dello stesso anno fu ucciso il procuratore Costa, che aveva firmato i mandati di cattura nei confronti del clan Spatola-Inzerillo-Gambino, e subito dopo assegnarono la scorta a Falcone.
Grazie a un assegno bancario dell'importo di centomila dollari cambiato presso la Cassa di Risparmio di piazza Borsa di Palermo, Falcone trovò la prova che il potente banchiere Michele Sindona aveva trovato ospitalità in Sicilia nell'estate precedente presso gli alberghi del noto imprenditore catanese Gaetano Graci, smascherando quindi il finto sequestro di persona organizzato a suo favore dal clan Spatola-Inzerillo-Gambino alla vigilia del suo giudizio e instaurando così un proficuo rapporto di collaborazione con i colleghi milanesi Gherardo Colombo e Giuliano Turone, che si occupavano dell'inchiesta sul finto sequestro. Secondo i "diari" di Chinnici, Falcone sarebbe stato sollecitato dall’allora Procuratore generale Giovanni Pizzillo ad "insabbiare" il ruolo dell'imprenditore Graci nella vicenda.
Contemporaneamente all'inchiesta Spatola, Falcone sviluppò un filone d'indagine parallelo riguardante sempre il traffico di droga, scaturito dall'arresto nel marzo 1980 all'aeroporto di Fiumicino di tre corrieri stranieri (Albert Gillet, Edgard Barbè ed Eric Chartier) che trasportavano 8 kg di eroina: i tre iniziarono subito a collaborare con il magistrato ed ammisero di lavorare per conto di un'organizzazione siculo-americana che aveva come capofila un certo Francesco Mafara, costruttore edile legato al boss Stefano Bontate, e come destinatari finali della droga sempre esponenti della famiglia Gambino; nel 1983, a conclusione dell'indagine, Falcone rinviò a giudizio 22 persone, in quello che giornalisticamente venne chiamato "processo Mafara".
Falcone avvertiva, quindi, l'esigenza di una collaborazione internazionale nelle indagini contro il fenomeno mafioso, attraverso mirate rogatorie all'estero che furono occasione per allacciare una rete personale di contatti con alcuni dei più validi inquirenti di quei Paesi: nei primi giorni del mese di dicembre 1980 si recò per la prima volta a New York per discutere di mafia e stringere una collaborazione con Victor Rocco, investigatore del distretto est. Entrando negli uffici del Procuratore Rudolph Giuliani rimase stupito dall'efficienza e dai loro strumenti, fra i quali c'era per esempio il computer. Falcone seppe instaurare subito un rapporto di fiducia con Giuliani e con i suoi collaboratori Louis J. Freeh e Richard Martin, oltre che con gli agenti della Dea e dell'Fbi. Grazie a questa collaborazione riuscirono a sgominare il traffico di eroina gestito dalla famiglia Gambino utilizzando come copertura la gestione di bar, ristoranti e pizzerie nel New Jersey (che sarebbe sfociata nella famosa inchiesta c.d. "Pizza connection" condotta dall'Fbi). Anche la stampa americana seguiva con attenzione questa sinergia e presentava la figura di Falcone con stima e grandissimo favore. Nonostante la buona collaborazione con l'allora U.S. Attorney (Procuratore Federale) per il distretto sud di New York Rudy Giuliani, Falcone non nascose perplessità nei suoi confronti circa la sua integrità.
Nei suoi diari, Rocco Chinnici scrisse di aver ricevuto nel maggio 1982 la visita del Procuratore generale Pizzillo, che lo esortò "in malo modo" a caricare Falcone soltanto di processi di poco conto perché, con i suoi accertamenti presso le banche, stava "rovinando l'economia palermitana". Il 25 gennaio 1982, Falcone chiuse l'inchiesta Spatola, rinviando a giudizio 120 indagati. Il 6 giugno 1983, al termine del processo, Rosario Spatola fu infine condannato, insieme con altri 75 esponenti della cosca Spatola-Gambino-Inzerillo, a dieci anni di reclusione ma sarebbe stato arrestato a New York dall'FBI, in collaborazione con la polizia italiana, solo nel 1999. In precedenza per indagare su Spatola avevano già perso la vita il capo della Mobile Boris Giuliano e il capitano dei Carabinieri Emanuele Basile. I processi Spatola e Mafara furono quindi molto delicati, ma rappresentarono anche un successo per Falcone perché venne così universalmente riconosciuto il "metodo Falcone":
è quindi la strada maestra, l'aspetto decisamente da privilegiare nelle investigazioni in materia di mafia, perché è quello che maggiormente consente agli inquirenti di costruire un reticolo di prove obiettive, documentali, univoche, insuscettibili di distorsioni, e foriere di conferme e riscontri ai dati emergenti dall'attività probatoria di tipo tradizionale diretta all'immediato accertamento della consumazione di delitti.»
(Giovanni Falcone e Giuliano Turone, Tecniche di indagine in materia di mafia, 1982, pag. 10)

### L'esperienza del "pool antimafia" e le dichiarazioni di Buscetta

Falcone insieme a Paolo Borsellino (al centro) e Antonino Caponnetto (a destra) nell'ottobre 1986.

Il progetto del cosiddetto pool antimafia nacque dall'idea di Rocco Chinnici, ma successivamente sarebbe stato sviluppato da Antonino Caponnetto (subentrato a Chinnici, assassinato in un tragico attentato il 29 luglio 1983) che, nel novembre 1983, costituì una squadra composta da quattro magistrati istruttori (oltre a Falcone, Paolo Borsellino, Giuseppe Di Lello e Leonardo Guarnotta): il pool nacque con lo specifico compito di coordinare tutte le indagini su reati di mafia, esclusivamente e a tempo pieno, col vantaggio sia di favorire la condivisione delle informazioni tra tutti i componenti e minimizzare così i rischi personali, sia per garantire in ogni momento una visione più ampia ed esaustiva possibile di tutte le componenti del fenomeno mafioso, sfruttando in particolar modo l'esperienza maturata da Falcone durante le inchieste Spatola e Mafara (soprattutto nell'ambito delle indagini bancarie e patrimoniali). La squadra concentrò l'attenzione sull'inchiesta contro i 162 mafiosi iniziata da Chinnici, dividendo il carico di lavoro in maniera efficace: Falcone e Guarnotta indagavano sui movimenti di denaro provento del traffico di droga, Di Lello sugli omicidi e altri reati minori commessi dagli imputati mafiosi e invece Borsellino seguiva l'indagine connessa ai cosiddetti "delitti eccellenti" (cioè quelli contro personalità dello Stato consumati in quegli anni) e agli omicidi compiuti dalla spietata cosca di Corso dei Mille; erano inoltre coadiuvati da cinque colleghi della Procura (Giuseppe Ayala, Domenico Signorino, Vincenzo Geraci, Alberto Di Pisa e Giusto Sciacchitano), il cui compito era quello di portare a processo come pubblici ministeri i risultati delle indagini del pool e ottenere le condanne. La validità del nuovo sistema investigativo si dimostrò subito indiscutibile, e sarà fondamentale per ogni successiva indagine, negli anni a venire.

Tommaso Buscetta arriva all'aeroporto Fiumicino di Roma il 15 luglio 1984.

Una vera e propria svolta epocale alle indagini sarebbe stata impressa con l'arresto di Tommaso Buscetta, il quale diventò uno dei primi mafiosi a decidere di collaborare con la giustizia italiana: infatti i Corleonesi, capeggiati da Salvatore Riina, avevano deciso di eliminare Buscetta perché legato allo schieramento avversario guidato da Stefano Bontate, Salvatore Inzerillo e Gaetano Badalamenti, uccidendogli per vendetta due figli, un fratello, un genero, un cognato e quattro nipoti. Nel giugno 1984, in compagnia del sostituto procuratore Vincenzo Geraci e di Gianni De Gennaro del nucleo operativo della Criminalpol, Falcone si recò in Brasile per interrogare Buscetta e lì ebbe l'impressione che potesse essere disposto a collaborare. Lo Stato italiano ne chiese allora l'estradizione alle autorità brasiliane. Quando questa venne concessa, Buscetta, per evitarla, tentò il suicidio ingerendo della stricnina ma venne salvato. Il 15 luglio dello stesso anno arrivò in Italia accompagnato dagli uomini di De Gennaro e decise definitivamente di collaborare. Prima di procedere al primo interrogatorio, Buscetta avvertì Falcone delle portata dirompente delle dichiarazioni che stava per rendere: «L'avverto, signor giudice. Dopo quest'interrogatorio lei diventerà forse una celebrità, ma la sua vita sarà segnata. Cercheranno di distruggerla fisicamente e professionalmente. Non dimentichi che il conto con Cosa Nostra non si chiuderà mai. È sempre del parere di interrogarmi?» Falcone però gli comunicò che poteva continuare a parlare ed infatti iniziò l'interrogatorio, il primo di una lunga serie. Nei mesi successivi, il giudice riempì circa quattrocento pagine di verbali scritte a mano, nelle quali Buscetta rivelava per la prima volta la struttura di Cosa Nostra ("famiglia", "mandamento", "Commissione") e i nomi degli affiliati alle varie "famiglie", nonché circa trent'anni di delitti, traffici illeciti e misfatti avvenuti nel palermitano; di portata rivoluzionaria si rivelò anche la sua rivelazione circa l'esistenza di un organo direttivo dell'intera organizzazione, la cosiddetta "Commissione" o "Cupola", e che tutti gli omicidi di un certo rilievo erano imputabili ad essa e ai suoi componenti (si parlò in questo caso di "teorema Buscetta"). Talmente importante fu perciò la testimonianza di Buscetta, che Falcone ebbe a dire, anni dopo: «Prima di lui, non avevo - non avevamo - che un'idea superficiale del fenomeno mafioso. Con lui abbiamo cominciato a guardarvi dentro. Ci ha fornito numerosissime conferme sulla struttura, sulle tecniche di reclutamento, sulle funzioni di Cosa Nostra. Ma soprattutto ci ha dato una visione globale, ampia, a largo raggio del fenomeno. Ci ha dato una chiave di lettura essenziale, un linguaggio, un codice. È stato per noi come un professore di lingue che ti permette di andare dai turchi senza parlare coi gesti.» Tuttavia Buscetta rifiutò di parlare dei legami politici di Cosa Nostra perché, a suo parere, lo Stato non era pronto per dichiarazioni di quella portata, e si dimostrò abbastanza generico su quell'argomento, nonostante le insistenze e le contestazioni di Falcone, limitandosi soltanto ad accusare l'ex sindaco di Palermo, Vito Ciancimino e i potenti esattori Nino e Ignazio Salvo, che verranno colpiti da mandati di cattura firmati dal pool nel novembre successivo.
In ottobre, l'esempio di Buscetta venne seguito da un altro "uomo d'onore" palermitano, Salvatore Contorno (detto Totuccio), che tre anni prima era miracolosamente sopravvissuto ad un agguato tesogli dai Corleonesi (i quali, per vendetta, gli avevano ucciso diversi parenti ed amici) ed aveva deciso anche lui di rendere dichiarazioni a Falcone, costituendo un'ulteriore conferma a quelle di Buscetta: il 29 settembre 1984 le dichiarazioni di Buscetta produssero 366 ordini di cattura (c.d. blitz di San Michele) mentre il 25 ottobre successivo quelle di Contorno altri 127 mandati di cattura, nonché arresti eseguiti tra Palermo, Roma, Bari e Bologna.

### Il periodo all'Asinara e il maxiprocesso di Palermo

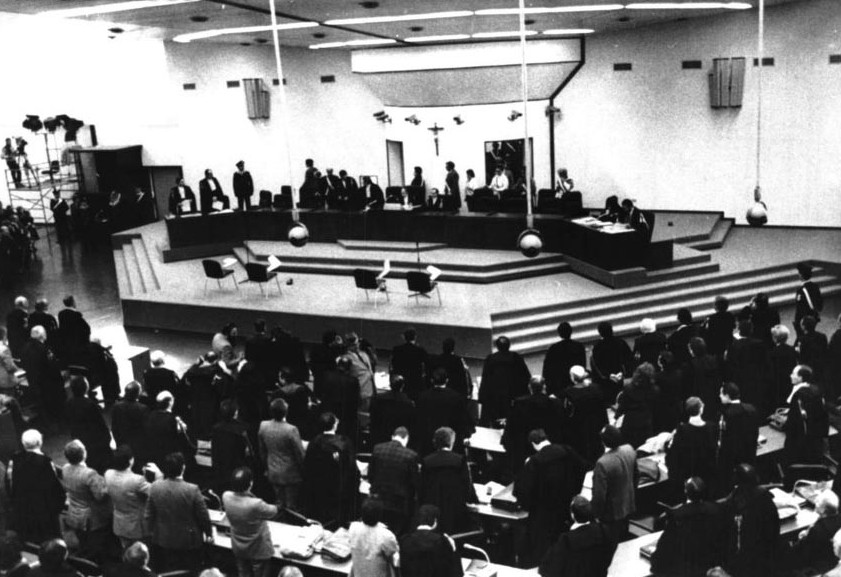
Un'udienza del Maxiprocesso di Palermo, scaturito dal monumentale lavoro di Falcone e degli altri magistrati del pool.

Nell'agosto 1985, dopo gli omicidi del commissario Giuseppe Montana e del vicequestore Ninni Cassarà (stretti collaboratori di Falcone e Borsellino), si cominciò a temere per l'incolumità anche dei due magistrati, che furono perciò trasferiti per motivi di sicurezza con le rispettive famiglie presso la foresteria del carcere dell'Asinara, dove poterono terminare la scrittura delle oltre 8 000 pagine della colossale richiesta di rinvio a giudizio per i 475 indagati a seguito delle indagini del pool, che finirono per abbracciare i più disparati settori di attività illecita di Cosa Nostra, dagli omicidi (ad esempio i c.d. "delitti eccellenti" Giuliano, Basile, dalla Chiesa, Zucchetto e Giaccone) alle estorsioni, al traffico di droga, agli intrecci politico-affaristici e così via. Per tale periodo il Dipartimento dell'amministrazione penitenziaria richiese poi ai due magistrati un rimborso spese e un indennizzo per il soggiorno trascorso. L'ordinanza-sentenza portò così a costituire il primo grande processo contro l'organizzazione mafiosa denominata Cosa Nostra, passato alla storia come il maxiprocesso di Palermo, che iniziò in primo grado il 10 febbraio 1986 presso un'aula bunker appositamente costruita nel giro di pochi mesi a ridosso del carcere dell'Ucciardone per contenere 476 imputati e centinaia di avvocati. Il dibattimento terminò infine il 16 dicembre 1987. La sentenza inflisse 360 condanne per complessivi 2665 anni di carcere e undici miliardi e mezzo di lire di multe da pagare, segnando un successo per il lavoro svolto da tutto il pool antimafia. Tuttavia la partita non era chiusa poiché il processo doveva affrontare altri due gradi di giudizio ed appunto Falcone, durante un'intervista, frenò gli entusiasmi: «Non bisogna cullarsi nel trionfalismo. Guai a credere che processare quasi 500 persone rappresenti un colpo definitivo alla mafia».

Giovanni Falcone e Paolo Borsellino fotografati insieme.

Nel dicembre 1986, Borsellino venne nominato Procuratore della Repubblica di Marsala e lasciò il pool. Come ricorderà Caponnetto, a quel punto gli sviluppi dell'istruttoria includevano ormai quasi un milione di fogli processuali, che portarono all'apertura di altri tre nuovi maxi-processi, rendendo così necessaria l'integrazione di nuovi elementi all'interno della squadra per seguire l'accresciuta mole di lavoro; entrarono perciò a far parte del pool altri tre giudici istruttori: Ignazio De Francisci, Gioacchino Natoli e Giacomo Conte.

### L'elezione di Meli e la fine del "pool"
Caponnetto si apprestava a lasciare l'incarico per ragioni di salute e raggiunti limiti di età. Alla sua sostituzione vennero candidati Falcone e Antonino Meli. Il 19 gennaio 1988, dopo una discussa votazione, il Consiglio Superiore della Magistratura nominò Meli. Dalla parte di Meli si schierò inaspettatamente Vincenzo Geraci (che aveva partecipato alle indagini del pool antimafia ed era diventato membro togato del Csm per la corrente Magistratura indipendente), mentre, a favore di Falcone, votò anche il futuro Procuratore della Repubblica di Palermo, Gian Carlo Caselli, in dissenso con la corrente di Magistratura Democratica cui apparteneva.
La scelta di Meli, generalmente motivata in base alla mera anzianità di servizio, piuttosto che alla maggiore competenza effettivamente maturata da Falcone, innescò amare polemiche, e venne interpretata come una possibile rottura dell'azione investigativa, inoltre rese Falcone un bersaglio molto più facile per la mafia, perché la sua sconfitta aveva dimostrato che effettivamente non era stimato come si credeva; Borsellino stesso aveva lanciato a più riprese l'allarme a mezzo stampa, rischiando conseguenze disciplinari; esternazioni che di fatto non sortirono alcun effetto.
Meli si insedia nel gennaio 1988 e finisce con lo smantellare il metodo di lavoro intrapreso, riportandolo indietro di un decennio. Da qui in poi Falcone e i suoi dovettero fronteggiare un numero sempre crescente di ostacoli alla loro attività. Cosa nostra intanto assassinò l'ex sindaco di Palermo Giuseppe Insalaco (che abitava nello stesso stabile del giudice in via Notarbartolo), il quale tre anni prima aveva denunciato alla Commissione Antimafia e a Falcone stesso le pressioni subite da parte di Vito Ciancimino e del conte Arturo Cassina durante il suo mandato, e la delicata indagine su questo ennesimo "delitto politico" venne condotta dai sostituti procuratori Ayala e Di Pisa e poi passò direttamente a Falcone. Tempo dopo, i due membri del pool Di Lello e Conte si dimisero in polemica con Meli. Non ultimo, persino la Cassazione sconfessò l'unitarietà delle indagini in fatto di mafia affermata da Falcone, dando ragione a Meli in ben due occasioni: la prima, nel caso del cosiddetto "blitz delle Madonie", un'inchiesta che aveva portato all'arresto di numerosi mafiosi e amministratori corrotti nella zona tra Termini Imerese e San Mauro Castelverde, che i giudici del pool avevano avocato a sé in base al principio dell'unicità di Cosa Nostra (il cosiddetto teorema Buscetta) mentre Meli reputava che l'inchiesta dovesse essere affidata ai magistrati di Termini Imerese, competenti per territorio; la seconda, nel caso dell'indagine nata dalle dichiarazioni del collaboratore di giustizia Antonino Calderone, la quale coinvolgeva numerosi indagati di diverse province siciliane, che Meli riteneva dovesse essere divisa in tante inchieste da affidare alle Procure competenti per territorio.
Il 30 luglio, a seguito delle polemiche innescate dalla famosa intervista in cui Borsellino denunciava lo smantellamento del pool, Falcone richiese addirittura di essere destinato a un altro ufficio ma infine ritirò questa richiesta. Un mese dopo, ebbe l'ulteriore amarezza di vedersi preferito Domenico Sica alla guida dell'Alto Commissariato per la lotta alla Mafia. Le ostilità ripresero nel novembre successivo, quando Meli, davanti ad una delegazione della Commissione Parlamentare Antimafia giunta a Palermo, denunciò un presunto abbassamento della guardia proprio da parte del pool antimafia (in particolare nei confronti di Falcone) che non aveva emesso un mandato di cattura nei confronti del potente imprenditore catanese Carmelo Costanzo, accusato da Calderone di collusione con la mafia; Falcone spiegò in seguito che tale misura non venne presa perché stava convincendo Costanzo a collaborare con lui ma il suo arresto, disposto da Meli scavalcando il pool, bloccò ogni dialogo. Meli, ormai in aperto contrasto con Falcone, come predetto da Borsellino, sciolse ufficialmente il pool poiché ormai buona parte dei suoi componenti aveva preferito dimettersi e dedicarsi ad altri incarichi. Inoltre la figura del giudice istruttore stava per essere soppressa dalla riforma del codice di procedura penale voluta dall'allora Ministro della Giustizia Giuliano Vassalli. Nonostante gli avvenimenti, tuttavia, Falcone proseguì ancora una volta il suo straordinario lavoro, realizzando l'importante operazione antidroga "Iron Tower" in collaborazione con Rudolph Giuliani, allora procuratore distrettuale di New York, che colpì nuovamente le famiglie Gambino e Inzerillo coinvolte nel traffico di eroina.

### Il fallito attentato dell'Addaura e la vicenda del "corvo"

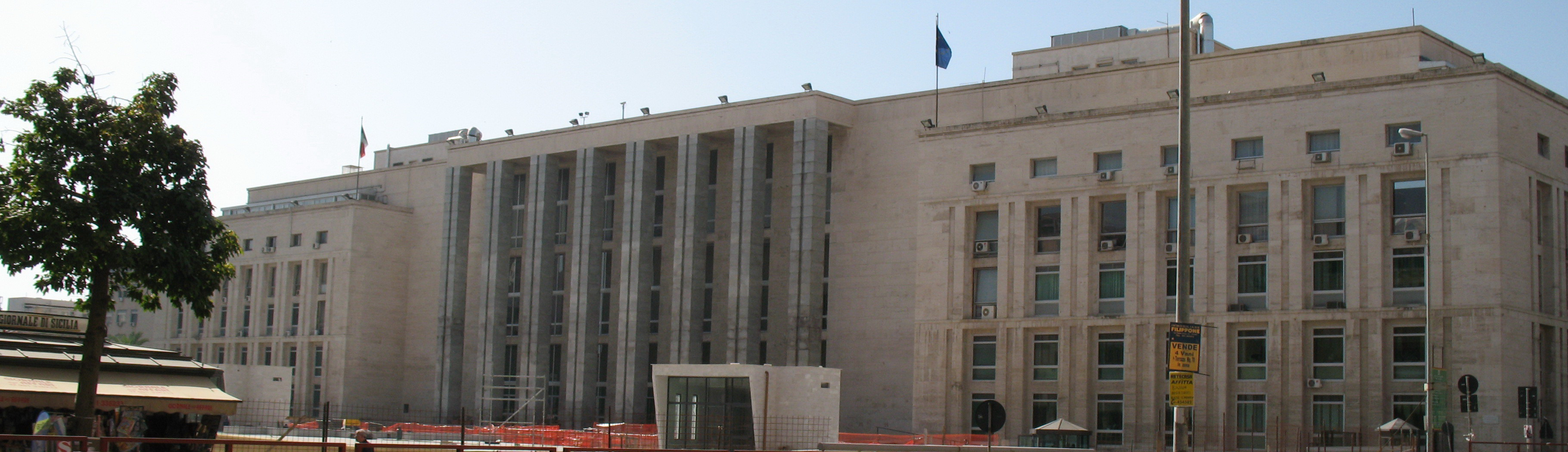
Il Palazzo di Giustizia di Palermo, ribattezzato "Palazzo dei veleni" a causa del clima di ostilità nei confronti di Falcone e del pool antimafia.

Il 21 giugno 1989, Falcone divenne obiettivo di un attentato presso la villa al mare affittata per le vacanze, comunemente detto attentato dell'Addaura: alcuni mafiosi piazzarono un borsone con cinquantotto candelotti di tritolo in mezzo agli scogli, a pochi metri dalla villa affittata dal giudice, che stava per ospitare i colleghi svizzeri Carla Del Ponte e Claudio Lehmann. Il piano era probabilmente quello di assassinare il giudice allorché fosse sceso dalla villa sulla spiaggia per fare il bagno, ma l'attentato fallì. Inizialmente venne ritenuto che i killer non fossero riusciti a far esplodere l'ordigno a causa di un detonatore difettoso, dandosi quindi alla fuga e abbandonando il borsone.
Falcone, in occasione di una famosa intervista resa al giornalista Saverio Lodato, dichiarò al riguardo che a volere la sua morte era probabilmente qualcuno che intendeva bloccarne l'inchiesta sul riciclaggio in corso, parlando inoltre di "menti raffinatissime", e teorizzando la collusione tra soggetti occulti e criminalità organizzata: espressioni in cui molti lessero i servizi segreti deviati. Il giudice, in privato, si manifestò sospettando di Bruno Contrada, funzionario del SISDE che aveva costruito la sua carriera al fianco di Boris Giuliano. Contrada verrà poi arrestato e condannato in primo grado a dieci anni di carcere per concorso esterno in associazione mafiosa, sentenza poi confermata in Cassazione.
Ma, nello stesso periodo, al Palazzo di Giustizia di Palermo aveva preso corpo anche la nota vicenda del "corvo": una serie di lettere anonime (di cui un paio addirittura composte su carta intestata della Criminalpol), che diffamarono il giudice e i colleghi Giuseppe Ayala, Pietro Giammanco, Giuseppe Prinzivalli ed altri, come il Capo della Polizia di Stato, Vincenzo Parisi, e importanti investigatori come Gianni De Gennaro e Antonio Manganelli. In esse Falcone veniva calunniato soprattutto con l'accusa di avere "pilotato" il ritorno di un pentito, Totuccio Contorno, al fine di sterminare i Corleonesi, storici nemici della sua famiglia.
I fatti descritti venivano presentati da più parti come movente della morte di Falcone per opera dei Corleonesi, i quali avrebbero organizzato il poi fallito attentato come vendetta per il rientro di Contorno. I contenuti, particolarmente ben dettagliati sulle presunte coperture del Contorno e gli accadimenti all'interno del tribunale, furono alimentati ad arte sino a destare notevole inquietudine negli ambienti giudiziari, tanto che nello stesso ambiente degli informatori di polizia queste missive vennero attribuite a un "corvo", ossia un magistrato. Sebbene sul momento la stampa non lo spiegasse apertamente al grande pubblico, infatti, tra gli esperti di "cose di cosa nostra" (come Falcone) era risaputo che, nel linguaggio mafioso, tale appellativo designasse proprio i magistrati (dalla toga nera che indossano in udienza); le missive avrebbero così inteso insinuare la certezza che in realtà il pool operasse al di fuori dalle regole, immerso tra invidie, concorrenze e gelosie professionali.
Gli accertamenti per individuare gli effettivi responsabili portarono alla condanna in primo grado per diffamazione del giudice Alberto Di Pisa, identificato grazie a dei rilievi dattiloscopici. Le impronte digitali raccolte con un artificio dall'Alto commissario Domenico Sica furono però dichiarate processualmente inutilizzabili, oltre a lasciare dubbi sulla loro validità probatoria (sia il bicchiere di carta su cui erano state prelevate le impronte, sia l'anonimo con cui furono confrontate, erano alquanto deteriorati). Sica affermò che il nome di Di Pisa come possibile autore delle lettere anonime gli fu fatto per la prima volta dallo stesso Falcone, circostanza subito smentita dal magistrato. Una settimana dopo il fallito attentato, il Csm decise la nomina di Falcone a procuratore aggiunto presso la Procura della Repubblica di Palermo. Di Pisa, che tre mesi dopo davanti al Csm avrebbe mosso gravi rilievi sull'operato dello stesso Falcone e sulla gestione dei pentiti Buscetta e Contorno, verrà poi assolto in Appello per non aver commesso il fatto.

### Le critiche e la "stagione dei veleni"

Primo piano di Giovanni Falcone.

Nell'agosto 1989 cominciò a collaborare coi magistrati anche il mafioso catanese Giuseppe Pellegriti, fornendo preziose informazioni sull'omicidio del giornalista Giuseppe Fava, e rivelando al pubblico ministero Libero Mancuso di essere venuto a conoscenza, tramite il boss Nitto Santapaola, di fatti inediti sul ruolo del politico Salvo Lima negli omicidi di Piersanti Mattarella e Pio La Torre. Mancuso informò subito Falcone, che interrogò il pentito a sua volta, e, dopo due mesi di indagini, lo incriminò insieme ad Angelo Izzo, spiccando nei loro confronti due mandati di cattura per calunnia (poi annullati dal Tribunale della libertà in quanto essi erano già in carcere). Pellegriti, dopo l'incriminazione, ritrattò, attribuendo a Izzo di essere l'ispiratore delle accuse.
Lima e la corrente di Giulio Andreotti erano disprezzati dal sindaco di Palermo Leoluca Orlando e da tutto il movimento antimafia, per cui l'incriminazione di Pellegriti venne vista come una sorta di cambiamento di rotta del giudice dopo il fallito attentato, tanto che ricevette nuove e dure critiche al suo operato da parte di esponenti come Carmine Mancuso, Alfredo Galasso e in maniera minore anche da Nando dalla Chiesa, figlio del compianto generale, come ricordato anche da Gerardo Chiaromonte, presidente della Commissione Parlamentare Antimafia dal 1988 al 1992, il quale scriverà poi, in riferimento al fallito attentato all'Addaura contro Falcone: «I seguaci di Orlando sostennero che era stato lo stesso Falcone a organizzare il tutto per farsi pubblicità e per rafforzare la sua candidatura a procuratore aggiunto a Palermo».
Ai primi di dicembre del 1989, le dichiarazioni del nuovo collaboratore di giustizia Francesco Marino Mannoia (ex mafioso palermitano, braccio destro del boss Stefano Bontate ed esperto nella raffinazione di eroina) raccolte da Falcone produssero un blitz con quattordici mandati di cattura e cinquanta avvisi di garanzia eseguiti tra Palermo, Roma e Napoli. Nel gennaio 1990, Falcone coordinò un'altra importante inchiesta insieme all'FBI, che portò all'arresto di trafficanti di droga colombiani e siciliani legati alle potenti famiglie Madonia e Galatolo di Resuttana. Ma a maggio riesplose, violentissima, la polemica, allorquando Orlando interviene alla seguitissima trasmissione televisiva di Rai 3 Samarcanda, dedicata all'omicidio di Giovanni Bonsignore, scagliandosi contro Falcone che, a suo dire, avrebbe "tenuto chiusi nei cassetti" della Procura una serie di documenti riguardanti i cosiddetti "delitti politici" siciliani (gli omicidi di Michele Reina, di Piersanti Mattarella, di Pio La Torre e del suo autista Rosario Di Salvo). Le accuse erano indirizzate anche verso il giudice Roberto Scarpinato, oltre al procuratore Pietro Giammanco, ritenuto vicino ad Andreotti. Si asserirono responsabilità politiche che trascendevano le decisioni della "Cupola" mafiosa (il cosiddetto "terzo livello") ma Falcone dissentì sostanzialmente da queste conclusioni sostenendo, come sempre, la necessità di prove certe e bollando simili affermazioni come "cinismo politico". Rivolto direttamente a Orlando, nel corso di un'intervista al quotidiano La Repubblica, dirà: "Questo è un modo di far politica attraverso il sistema giudiziario che noi rifiutiamo. Se il sindaco di Palermo sa qualcosa, faccia nomi e cognomi, citi i fatti, si assuma le responsabilità di quel che ha detto. Altrimenti taccia: non è lecito parlare in assenza degli interessati". La polemica ha continuato ad alimentarsi anche dopo la morte di Falcone; in particolare, la sorella Maria Falcone in un collegamento telefonico con il programma radiofonico Mixer ha accusato Orlando di aver infangato suo fratello: «hai infangato il nome, la dignità e l'onorabilità di un giudice che ha sempre dato prova di essere integerrimo e strenuo difensore dello Stato contro la mafia [...] lei ha approfittato di determinati limiti dei procedimenti giudiziari, per fare, come diceva Giovanni, politica attraverso il sistema giudiziario». In un'intervista a Klauscondicio, Leoluca Orlando ha dichiarato di non essersi pentito riguardo alle accuse che rivolse a Falcone.
Sempre nel maggio 1990, Falcone collaborò con il sostituto procuratore di Milano Ilda Boccassini nell'indagine denominata Duomo Connection che aveva come oggetto l'infiltrazione mafiosa in Lombardia.
Nel giugno dello stesso anno, fece arrestare nuovamente l'ex sindaco Vito Ciancimino insieme ad alcuni imprenditori e funzionari delle aziende municipalizzate con l'accusa di manovrare da dietro le quinte gli appalti banditi dal Comune di Palermo nonostante la svolta legalitaria voluta dal sindaco Orlando: infatti il 15 ottobre del 1991, nel corso di un'audizione davanti al CSM, Falcone affermò che le accuse nei suoi confronti da parte di Orlando erano sicuramente dovute a queste sue ultime indagini.
Nello stesso periodo, condusse anche, insieme al capitano dell'Arma dei Carabinieri Angelo Jannone (allora in servizio a Corleone), delle indagini finalizzate alla ricerca del latitante Totò Riina, autorizzando la collocazione di microspie presso le abitazioni di alcuni familiari e presso lo studio del commercialista Giuseppe Mandalari a Palermo. Soprattutto le intercettazioni presso lo studio di Mandalari metteranno in luce una serie di collusioni massoniche e politiche che furono ritenute particolarmente importanti e delicate dal magistrato, che avvertì il capitano Jannone: "chi tocca questi fili muore".
Nonostante il clima di sospetti determinatosi in questo periodo, Falcone spendeva ogni sua energia nel lavoro investigativo sui "delitti eccellenti" di Michele Reina, Piersanti Mattarella e Pio La Torre, sottoscrivendo infine la requisitoria con cui, il 9 marzo 1991, la Procura di Palermo chiedeva per quei delitti il rinvio a giudizio dei vertici di Cosa Nostra insieme a quello di esponenti dell'estrema destra quali Giuseppe Valerio Fioravanti e Gilberto Cavallini, questi ultimi indicati quali esecutori materiali dell'omicidio Mattarella (vennero poi assolti nel processo svoltosi, nella parte che li riguardava, dopo l'uccisione di Falcone): il giudice la sottoscrisse nonostante non fosse totalmente convinto poiché, a suo parere, l'inchiesta non aveva scavato in profondità le reali motivazioni di quei delitti ed infatti, come scrisse nei suoi diari pubblicati dopo la morte, avrebbe voluto indagare sul presunto coinvolgimento di Gladio (organizzazione paramilitare stay-behind con funzioni anti-comuniste scoperta proprio in quegli anni) ma ciò gli venne impedito dal procuratore Giammanco, il quale gli frappose infiniti ostacoli procedurali.
Le polemiche sancirono la rottura del fronte antimafia e Cosa nostra sembrò trarre vantaggio della tensione strisciante nelle istituzioni, cosa che avvelenò sempre più il clima attorno a Falcone, isolandolo. Alle seguenti elezioni dei membri togati del Consiglio superiore della magistratura del 1990, Falcone venne candidato per le liste collegate "Movimento per la giustizia" e "Proposta 88", ma non fu eletto. Nel febbraio 1991, fattisi poi via via sempre più aspri i dissensi con Giammanco, Falcone optò per accettare la proposta di Claudio Martelli, allora vicepresidente del Consiglio del Governo Andreotti VI e ministro di Grazia e Giustizia ad interim, a dirigere la sezione Affari Penali del ministero.
Nel frattempo, Falcone insistette con forza affinché un dossier di 900 pagine stilato dal ROS dell'Arma dei Carabinieri venisse depositato presso la Procura di Palermo ma il nuovo incarico al Ministero non gli permise di ottemperare a ulteriori approfondimenti su di esso: infatti il rapporto (che venne denominato appunto "Mafia e Appalti") analizzava il neo-equilibrio tra mafia, politica e imprenditoria e svelava l'esistenza di un comitato d'affari mirato all'accaparramento degli appalti pubblici. Prima di lasciare definitivamente il suo ufficio, in un'intervista rilasciata al giornalista Attilio Bolzoni, il giudice affermò: «Mi sento come uno che si sta tuffando in un mare in tempesta.»

### Le dichiarazioni e l'ostilità dei politici

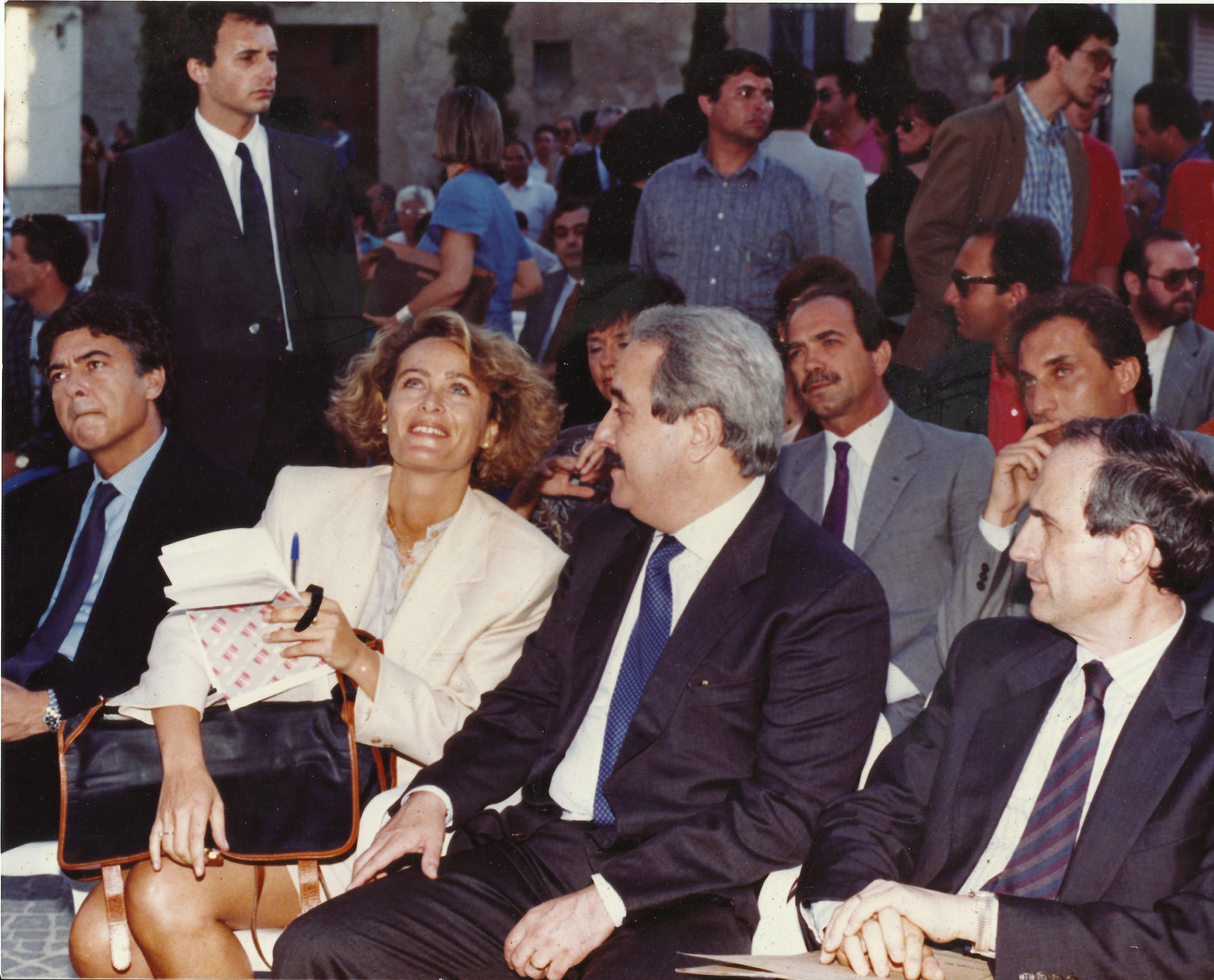
Claudio Martelli, Marida Lombardo Pijola, Giovanni Falcone e Salvo Andò a Racalmuto nel 1991 durante un incontro in memoria di Leonardo Sciascia.

La vicinanza di Falcone al socialista Claudio Martelli costò al magistrato siciliano violenti attacchi da diversi esponenti politici. In particolare, l'appoggio di Martelli fece destare sospetti da parte del Partito Comunista Italiano e di altri settori del mondo politico (Leoluca Orlando in primis, oltre a qualche altro esponente della sinistra DC e diversi giudici aderenti a Magistratura Democratica) che fino ad allora avevano appoggiato una possibile candidatura di Falcone. Il 10 agosto 1991, ai funerali in Calabria di Antonino Scopelliti, Falcone sentì di essere in pericolo e confida al fratello del collega: «Se hanno deciso così non si fermeranno più [...] ora il prossimo sarò io».
Il 26 settembre 1991 Falcone fu uno degli ospiti della celebre puntata della trasmissione di Canale 5 Maurizio Costanzo Show, condotta da Maurizio Costanzo a reti unificate con Samarcanda (condotta da Michele Santoro su Rai 3) e dedicata alla memoria di Libero Grassi (che raccolse quella sera quasi dieci milioni di telespettatori); l'ormai ex magistrato venne duramente attaccato da un altro ospite in studio, l'avvocato Alfredo Galasso, esponente de La Rete:
GALASSO: «Giovanni Falcone secondo me farebbe bene ad andarsene al più presto possibile dal posto al ministero, perché l’aria non gli fa bene, non gli fa proprio bene [...] ». 
FALCONE: «È un’opinione soggettiva, e questo significa mancanza di senso dello Stato» (...)
GALASSO: «Giovanni, non mi piace che stai dentro il palazzo di governo!»
Tra il pubblico di Samarcanda al Teatro Biondo di Palermo c'era un giovanissimo Salvatore Cuffaro, all'epoca deputato regionale della Democrazia Cristiana e anni dopo condannato per mafia, il quale prese la parola e si scagliò con veemenza contro la trasmissione, sostenendo come le iniziative portate avanti da un certo tipo di "giornalismo mafioso" fossero degne dell'attività mafiosa vera e propria, tanto criticata e comunque lesive della dignità della Sicilia. Cuffaro parlò di certa magistratura "che mette a repentaglio e delegittima la classe dirigente siciliana", con chiaro riferimento a Calogero Mannino, in quel momento uno dei politici più influenti della DC sotto inchiesta per presunti rapporti con la mafia a seguito delle accuse del discusso collaboratore di giustizia Rosario Spatola (solo omonimo del costruttore inquisito anni prima da Falcone).
Il 15 ottobre 1991, Falcone venne convocato davanti al CSM in seguito all'esposto presentato il mese prima (l'11 settembre) da Leoluca Orlando, Carmine Mancuso e Alfredo Galasso, in cui si accusava l'ex giudice di aver "insabbiato" le indagini riguardo al coinvolgimento di mandanti politici (in particolare dell'onorevole Salvo Lima) nei "delitti eccellenti" Mattarella, Reina e La Torre: in particolare, Falcone era accusato di non aver approfondito le dichiarazioni del collaboratore di giustizia Francesco Marino Mannoia in cui parlava dei legami di Lima con la mafia e, anzi, di avere occultato quei passaggi con l'apposizione di numerosi "omissis". L'esposto contro Falcone era il punto di arrivo della serie di accuse mosse da Orlando al magistrato palermitano, il quale ribatté ancora alle accuse definendole «eresie, insinuazioni» e «un modo di far politica attraverso il sistema giudiziario», affermando anche che i verbali di Marino Mannoia coperti da omissis vennero trasmessi ad altri giudici e alla Commissione Antimafia e quindi non erano stati tenuti nascosti. Sempre davanti al CSM Falcone, commentando il clima di sospetto creatosi a Palermo, affermò che «non si può investire nella cultura del sospetto tutto e tutti. La cultura del sospetto non è l'anticamera della verità, è l'anticamera del khomeinismo».
Come direttore degli Affari penali al Ministero della Giustizia, Falcone si fece promotore dell'istituzione della Procura Nazionale Antimafia (la cosiddetta "Superprocura"), che avrebbe consentito di realizzare un potere di contrasto alle organizzazioni mafiose sin lì impensabile. Sostenuto da Martelli, rispose sempre con lucidità di analisi e limpidezza di argomentazioni, intravedendo, presumibilmente, che il coronamento della propria esperienza professionale avrebbe definito nuovi e più efficaci strumenti al servizio dello Stato. Tale progetto però riaprì le ennesime polemiche sul timore di una riduzione dell'autonomia della Magistratura e una subordinazione della stessa al potere politico. Inoltre, alcuni magistrati, tra i quali lo stesso Paolo Borsellino, criticarono poi il progetto della Superprocura, denunciando il rischio che essa costituisse paradossalmente un elemento strategico nell'allontanamento di Falcone dal territorio siciliano e nella neutralizzazione reale delle sue indagini. Le critiche al progetto sfociarono per giunta in uno sciopero dell'Associazione Nazionale Magistrati ma, nonostante ciò, il 16 novembre 1991 il Consiglio dei ministri approvò il decreto-legge che istituiva la Direzione Nazionale Antimafia (DNA), un organismo inquirente coordinato da un procuratore nominato dal Csm, e la Direzione Investigativa Antimafia (DIA).
Sempre nella veste di direttore degli Affari penali, si interessò all'estradizione per motivi umanitari dell'attivista Silvia Baraldini, condannata a 43 anni di carcere negli Stati Uniti ma la trattativa con il governo americano sfumò.

Il 12 gennaio 1992, in una trasmissione televisiva su RaiTre, a seguito di una domanda posta da una persona del pubblico, Falcone affermò, in riferimento all'attentato dell'Addaura che subì tre anni prima:
«Questo è il paese felice in cui se ti si pone una bomba sotto casa e la bomba per fortuna non esplode, la colpa è la tua che non l'hai fatta esplodere.»
Grazie ad un suggerimento di Falcone, Martelli avviò il monitoraggio delle sentenze pronunciate dalla Prima sezione della Cassazione presieduta dal giudice Corrado Carnevale (soprannominato «ammazzasentenze» perché aveva annullato numerose condanne nei confronti di mafiosi), tanto da indurre il Presidente della Cassazione Antonio Brancaccio a introdurre il criterio della rotazione nell'assegnazione dei processi di mafia: fu così che il maxiprocesso fu assegnato non a Carnevale ma alla Sesta sezione della Corte, presieduta dal giudice Arnaldo Valente, che il 30 gennaio 1992 confermò le condanne all'ergastolo ed annullò le assoluzioni in appello, affermando in maniera definitiva che Cosa Nostra era una struttura unitaria a direzione rigidamente verticistica (c.d. "teorema Buscetta"), come scoperto, a suo tempo, dalle indagini di Falcone e del pool antimafia.
Il 24 febbraio 1992 il Csm votò per eleggere il Procuratore nazionale antimafia ma, nonostante l'appoggio (dichiarato) del Presidente della Repubblica Francesco Cossiga, la maggioranza preferì il magistrato Agostino Cordova a Falcone. Martelli si oppose subito a questa decisione e rifiutò infatti di dare il suo concerto, bloccando di fatto la nomina di Cordova e precludendo al plenum del Csm di pronunciarsi al riguardo. In un articolo apparso su L'Unità in quel periodo e firmato dal giurista Alessandro Pizzorusso con il titolo «Falcone superprocuratore? Non può farlo, vi dico perché» si affermava: "Fra i magistrati è diffusa l’opinione secondo cui Falcone è troppo legato al ministro per poter svolgere con la dovuta indipendenza un ruolo come quello di procuratore nazionale antimafia. (...) tale opinione sarebbe accentuata, e quasi verificata, se, in sede di concerto, il ministro si pronunciasse a favore di Falcone e contro tutti gli altri". In questo contesto fortemente negativo, nel marzo dello stesso anno viene assassinato il parlamentare siciliano della DC Salvo Lima, omicidio che rappresenta un importante segnale dell'inasprimento della strategia mafiosa, la quale rompe così gli equilibri consolidati e alza il tiro verso lo Stato per ridefinire alleanze e possibili collusioni.
Undici giorni prima dell'attentato a Capaci, in un convegno organizzato dall'AdnKronos a Roma giunse un foglietto anonimo nelle mani di Falcone, e quel foglietto lo avvertiva". Nonostante la sua determinazione, infatti, egli fu sempre più solo all'interno delle istituzioni, condizione questa che prefigurerà tristemente la sua fine: nell'intervista concessa l'anno precedente a Marcelle Padovani per il libro Cose di Cosa Nostra, Falcone attesta la sua stessa profezia: "Si muore generalmente perché si è soli o perché si è entrati in un gioco troppo grande. Si muore spesso perché non si dispone delle necessarie alleanze, perché si è privi di sostegno. In Sicilia la mafia colpisce i servitori dello Stato che lo Stato non è riuscito a proteggere". In effetti, alcuni giorni prima dell'attentato, Falcone disse ad alcuni amici: "Mi hanno delegittimato, stavolta i boss mi ammazzano".

### La strage di Capaci e la morte

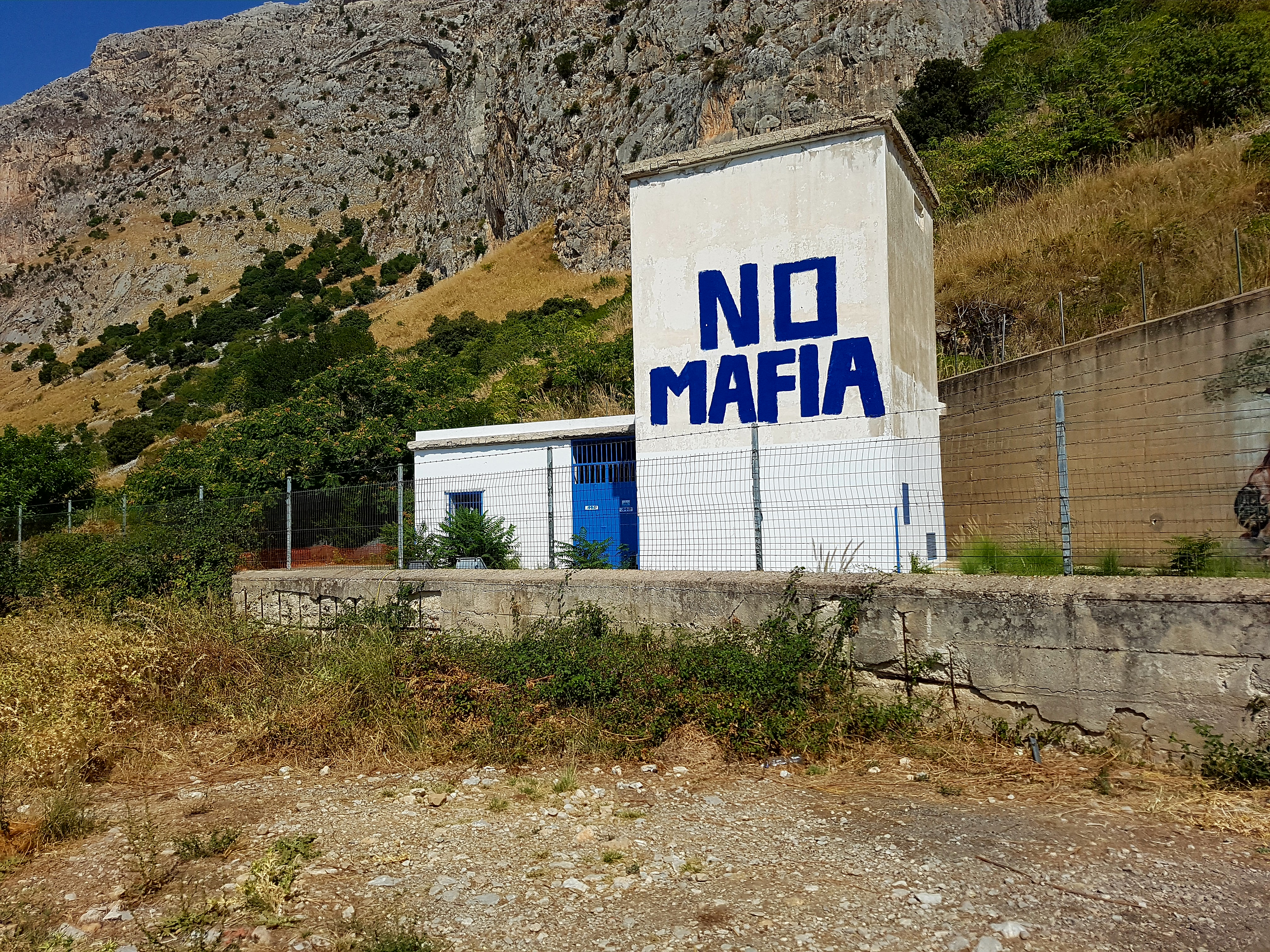
Il luogo dove è stato attivato il detonatore dell'ordigno usato per la strage di Capaci, sul quale è stata successivamente dipinta la frase "no mafia".

L'autostrada e le automobili sventrate in seguito all'esplosione alla strage di Capaci (23 maggio 1992). L'auto di Falcone è la Fiat Croma bianca sulla sinistra.

Giovanni Falcone venne assassinato in quella che comunemente è detta strage di Capaci, il 23 maggio 1992, cinque giorni dopo il suo 53º compleanno. Il giudice, come era solito fare nei fine settimana, stava tornando in Sicilia da Roma. Il jet di servizio partito dall'aeroporto di Ciampino arrivò intorno alle 16:45 all'aeroporto di Punta Raisi dopo un viaggio di 53 minuti. Il boss Raffaele Ganci seguiva tutti i movimenti del poliziotto Antonio Montinaro, il caposcorta di Falcone, che guidò il corteo delle tre Fiat Croma blindate dalla caserma "Lungaro" fino a Punta Raisi, dove dovevano prelevare Falcone; Ganci telefonò a Giovan Battista Ferrante (mafioso di San Lorenzo, che era appostato all'aeroporto) per segnalare l'uscita dalla caserma di Montinaro e degli altri agenti di scorta.

Il Corriere della Sera annuncia la morte del giudice Falcone

Sceso dall'aereo, Falcone si sistemò alla guida della Fiat Croma bianca con accanto la moglie Francesca Morvillo, mentre l'autista giudiziario Giuseppe Costanza andò a occupare il sedile posteriore. Nella Croma marrone si era posto alla guida Vito Schifani, con accanto l'agente scelto Antonio Montinaro e sul retro Rocco Dicillo, mentre nella Croma azzurra c'erano Paolo Capuzza, Gaspare Cervello e Angelo Corbo. Le tre auto si misero in fila, con in testa la Croma marrone, poi la Croma bianca guidata da Falcone e in coda la Croma azzurra, che imboccarono l'autostrada A29 in direzione Palermo. In quei momenti, Gioacchino La Barbera (mafioso di Altofonte) seguì con la sua auto il corteo blindato dall'aeroporto di Punta Raisi fino allo svincolo di Capaci, mantenendosi in contatto telefonico con Giovanni Brusca e Antonino Gioè (capo della Famiglia di Altofonte), che si trovavano in osservazione sulle colline sopra Capaci.
Alle ore 17:58, 3-4 secondi dopo aver chiuso la telefonata con La Barbera e Gioè, Brusca azionò il telecomando che provocò l'esplosione di 500 kg di tritolo sistemati all'interno di fustini in un cunicolo di drenaggio sotto l'autostrada: la prima auto, la Croma marrone, venne investita in pieno dall'esplosione e sbalzata dal manto stradale in un giardino di olivi a più di dieci metri di distanza, uccidendo sul colpo gli agenti Montinaro, Schifani e Dicillo; la seconda auto, la Croma bianca guidata dal giudice, avendo rallentato, si schianta invece contro il muro di cemento e detriti improvvisamente innalzatosi per via dello scoppio, proiettando violentemente Falcone e la moglie, che non indossano le cinture di sicurezza, contro il parabrezza; rimangono feriti gli agenti della terza auto, la Croma azzurra, che infine resiste, e si salvano miracolosamente anche un'altra ventina di persone che al momento dell'attentato si trovano a transitare con le proprie autovetture sul luogo dell'eccidio. La detonazione provoca un'esplosione immane e una voragine enorme sulla strada. I primi ad accorrere sul posto furono altri automobilisti e abitanti dalle villette vicine che avvisarono le autorità e prestano i primi soccorsi tra la strada sventrata e una coltre di polvere.

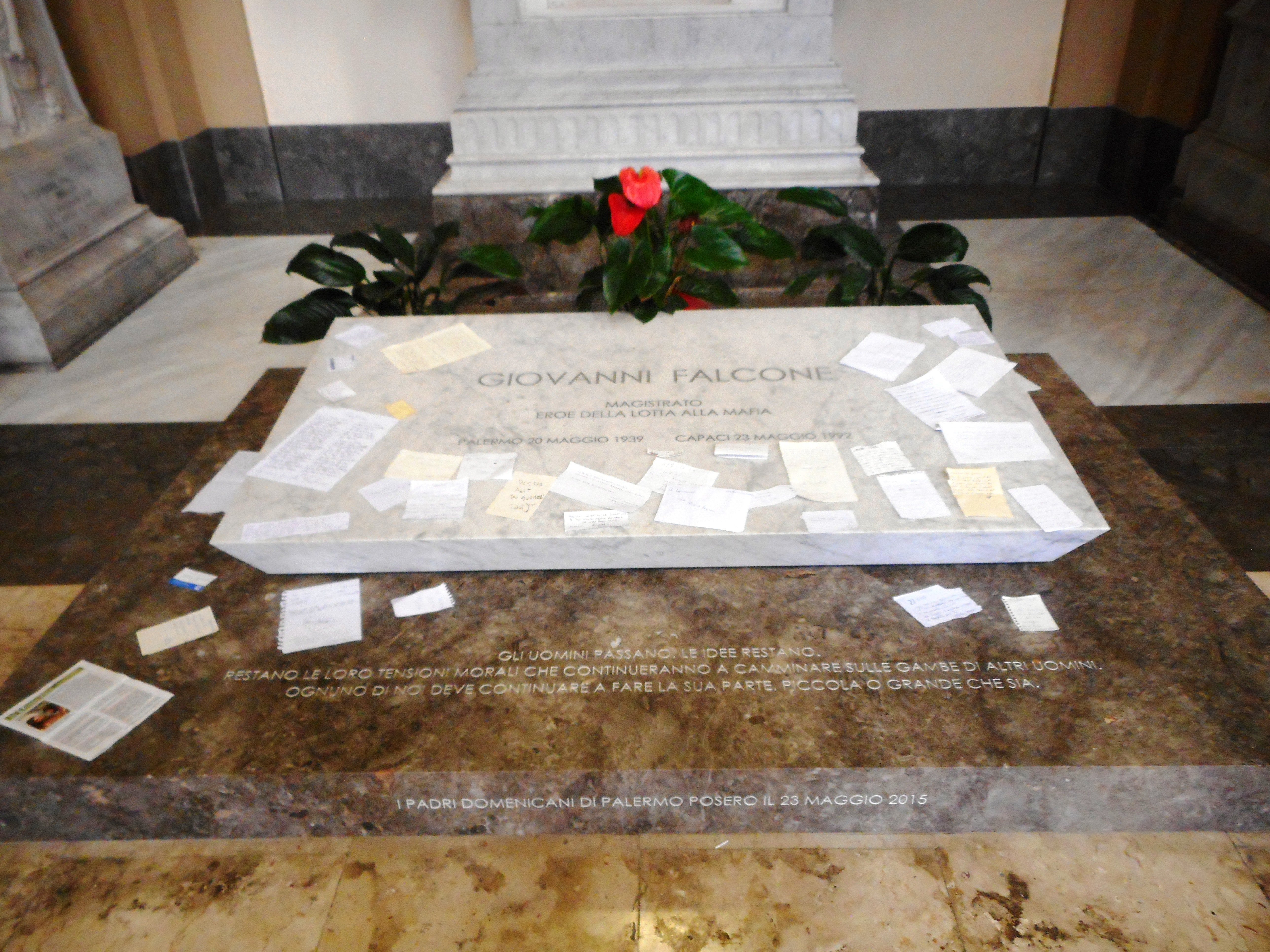
La tomba di Falcone nella chiesa di San Domenico a Palermo.

Circa venti minuti dopo, Falcone venne trasportato sotto stretta scorta di un corteo di vetture e di un elicottero dell'Arma dei Carabinieri presso l'ospedale civico di Palermo. Gli altri agenti e i civili coinvolti vennero anch'essi trasportati in ospedale mentre la polizia scientifica eseguì i primi rilievi e il corpo nazionale dei Vigili del Fuoco provvedette a estrarre dalle lamiere i cadaveri, resi irriconoscibili, degli agenti della Polizia di Stato Schifani, Montinaro e Dicillo. Intanto la stampa e la televisione iniziarono a diffondere la notizia di un attentato a Palermo. Il decesso ufficiale del magistrato venne dichiarato alle 19:05, dopo un'ora e sette minuti dall'attentato e alcuni tentativi di rianimazione, a causa della gravità del trauma cranico e delle lesioni interne riportati; senza riprendere più conoscenza, morì poi fra le braccia di Borsellino.
La salma fu inizialmente tumulata in una tomba monumentale nel cimitero di Sant'Orsola a Palermo. Nel giugno 2015 fu poi traslata nella Chiesa di San Domenico, situata sempre nel capoluogo siciliano.

## Le reazioni all'attentato

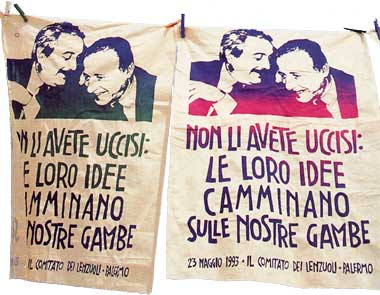
Volantini recanti una citazione del giudice Falcone: "Gli uomini passano, le idee restano. Restano le loro tensioni morali e continueranno a camminare sulle gambe di altri uomini".
La foto verosimilmente più nota e diffusa di Falcone e Borsellino e divenuta un'icona, stampata su manifesti, magliette e altri supporti, fu pubblicata nel 1992 dal suo autore Tony Gentile, per la Silvana Editoriale.

Due giorni dopo, il 25 maggio, mentre a Roma veniva eletto presidente della Repubblica Oscar Luigi Scalfaro, a Palermo, nella Chiesa di San Domenico, si svolgevano i funerali delle vittime ai quali partecipò l'intera città, assieme a colleghi e familiari e personalità come Giuseppe Ayala e Gaetano Grasso. I più alti rappresentanti del mondo politico, come Giovanni Spadolini, Claudio Martelli, Vincenzo Scotti e Giovanni Galloni, furono duramente contestati dalla cittadinanza. Le immagini televisive delle parole e del pianto di Rosaria Costa, vedova dell'agente Schifani, "io vi perdono, ma voi vi dovete mettere in ginocchio", suscitarono particolare emozione nell'opinione pubblica.
Nel giugno 1992, ad appena un mese dalla strage, il quotidiano Il Sole 24 Ore realizzò uno scoop, pubblicando alcuni appunti personali che erano stati consegnati da Falcone nel 1991 alla giornalista Liliana Milella e che vennero soprannominati giornalisticamente i "diari di Falcone": in essi il magistrato esprimeva il suo disappunto nei confronti del procuratore capo Pietro Giammanco e l'amarezza per il clima di isolamento in cui si trovava all'interno della Procura di Palermo prima di accettare l'incarico ministeriale. Gli appunti furono riconosciuti come autentici da molti colleghi del giudice, come Paolo Borsellino.
Ilda Boccassini, rivolgendosi ai colleghi nell'aula magna del tribunale di Milano, dichiarò: «Voi avete fatto morire Giovanni, con la vostra indifferenza e le vostre critiche; voi diffidavate di lui; adesso qualcuno ha pure il coraggio di andare ai suoi funerali». Nel suo sfogo la magistrata, che si fece poi trasferire a Caltanissetta per indagare sulla strage di Capaci, ricordò anche il linciaggio subito dall'amico Falcone da parte dei suoi colleghi magistrati, anche facenti capo alla stessa corrente cui Falcone aderiva:
Boccassini criticò anche l'atteggiamento dei magistrati milanesi impegnati in Mani pulite:
Ilda Boccassini confermò le critiche in un'intervista a La Repubblica del maggio 2002, in occasione dell'affissione di una targa in memoria di Giovanni Falcone al ministero della Giustizia. La magistrata criticò gli onori postumi offerti a Falcone, sostenendo che:

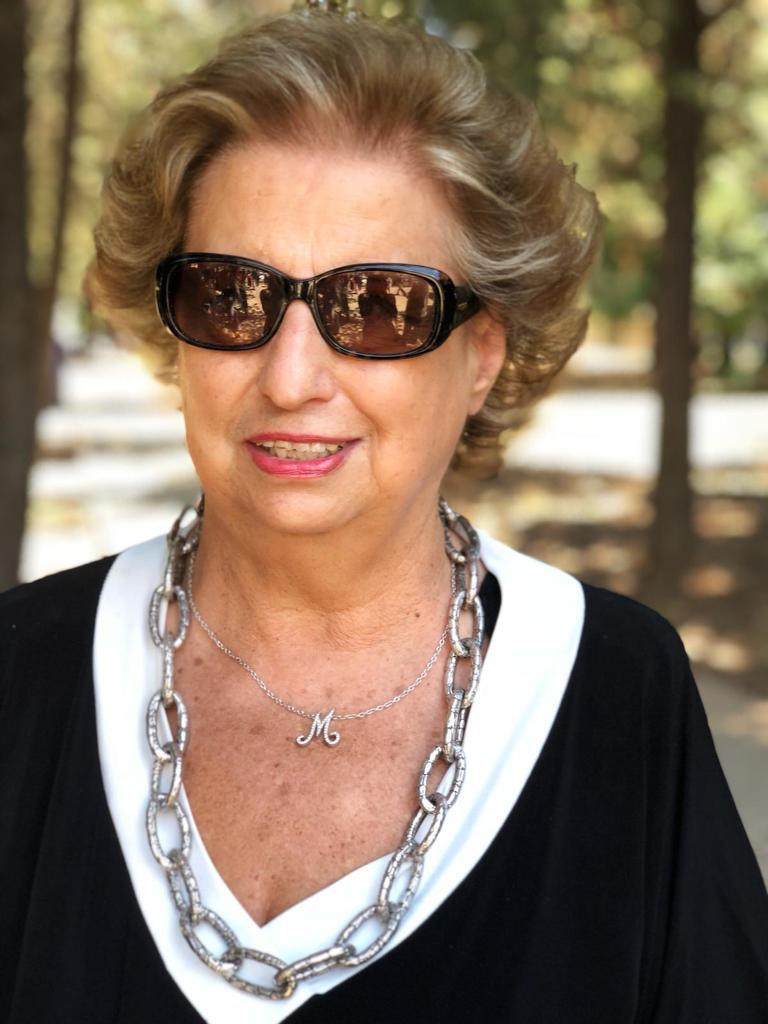
Maria Falcone, sorella di Giovanni, presidente della Fondazione Falcone.

Nell'intervista ricordò anche come diversi magistrati e politici, vicini a partiti sia della sinistra che della destra, avessero in passato criticato fortemente Falcone. In particolare, forte era stata l'opposizione a Falcone dei magistrati vicini al PDS: al CSM per diverse volte il magistrato palermitano aveva subito dei veti. Ad esempio, quando aveva concorso al posto di super-procuratore antimafia, gli era stato preferito Agostino Cordova, all'epoca procuratore capo di Palmi. Nell'occasione, Alessandro Pizzorusso, componente laico del CSM designato dal Partito Comunista, aveva firmato un articolo sull'Unità sostenendo che Falcone non sarebbe stato "affidabile" e che, essendo "governativo", avrebbe perso le sue caratteristiche di indipendenza.
Già in precedenza, quando - a seguito del collocamento a riposo di Caponnetto - al Consiglio superiore della magistratura si era dovuto decidere se Falcone dovesse essere posto o meno a capo dell'Ufficio istruzione di Palermo, gli era stato preferito Antonino Meli; avevano votato per quest'ultimo, e quindi contro Falcone, anche gli esponenti di Magistratura democratica, vicini al PDS, Giuseppe Borré ed Elena Paciotti, quest'ultima poi eletta europarlamentare dei Democratici di Sinistra. Paolo Borsellino, nel noto discorso alla biblioteca comunale di Palermo il 25 giugno del 1992, così ricordò l'episodio:
Dopo la sua morte, Leoluca Orlando, commentando l'ostracismo che Falcone aveva subito da parte di alcuni colleghi negli ultimi mesi di vita, disse: «L'isolamento era quello che Giovanni si era scelto entrando nel Palazzo dove le diverse fazioni del regime stavano combattendo la battaglia finale».
All'esecrazione dell'assassinio, il 4 giugno si unì anche il Senato degli Stati Uniti, con una risoluzione (la n. 308) intesa a rafforzare l'impegno del gruppo di lavoro italo-americano, di cui Falcone era componente. La Corte Suprema degli Stati Uniti, massimo organo giurisdizionale USA, ricordò il 29 ottobre 2009 Giovanni Falcone in una seduta solenne quale "martire della causa della giustizia".
In un'intervista del 2008 al Corriere della Sera l'ex Presidente della Repubblica Italiana Francesco Cossiga ha imputato al Csm grosse responsabilità riguardo alla morte del Giudice Falcone, affermando: "i primi mafiosi stanno al CSM. [Sta scherzando?] Come no? Sono loro che hanno ammazzato Giovanni Falcone negandogli la DIA e prima sottoponendolo a un interrogatorio. Quel giorno lui uscì dal CSM e venne da me piangendo. Voleva andar via. Ero stato io a imporre a Claudio Martelli di prenderlo al Ministero della Giustizia". La circostanza del ruolo di Cossiga (e di Giuliano Vassalli) è stata confermata fra gli altri da Calogero Mannino e comunque fu partecipata pubblicamente dallo stesso interessato.

## Riconoscimenti e influenza
(Giovanni Falcone, Rai 3, 30 agosto 1991)

### La normativa

Francobollo commemorativo

Una delle più importanti eredità dell'operato di Falcone è stata l'emanazione di alcuni provvedimenti normativi atti ad agevolare il contrasto e la repressione del fenomeno della mafia in Italia; tra le più importanti si ricordano:
- decreto-legge 15 gennaio 1991, n. 8, convertito, con modificazioni, dalla legge 15 marzo 1991, n. 82 - una delle prime norme. che disciplinò il fenomeno dei "collaboratori di giustizia".
- decreto legge 29 ottobre 1991 n. 345 - convertito in legge 30 dicembre 1991 n. 410 - che istituì della direzione investigativa antimafia;
- decreto legge 20 novembre 1991, n. 367 - convertito in legge 20 gennaio 1992, n. 8 - che modificava il codice di procedura penale italiano;
- decreto legge 8 giugno 1992, n. 306 - convertito in legge n. 7 agosto 1992 n. 356 - norma che contempla diverse misure in tema di procedimento penale, contrasto al crimine mafioso, riciclaggio di denaro, giustizia minorile e alcune disposizioni circa la tutela dei collaboratori di giustizia.

### Monumenti

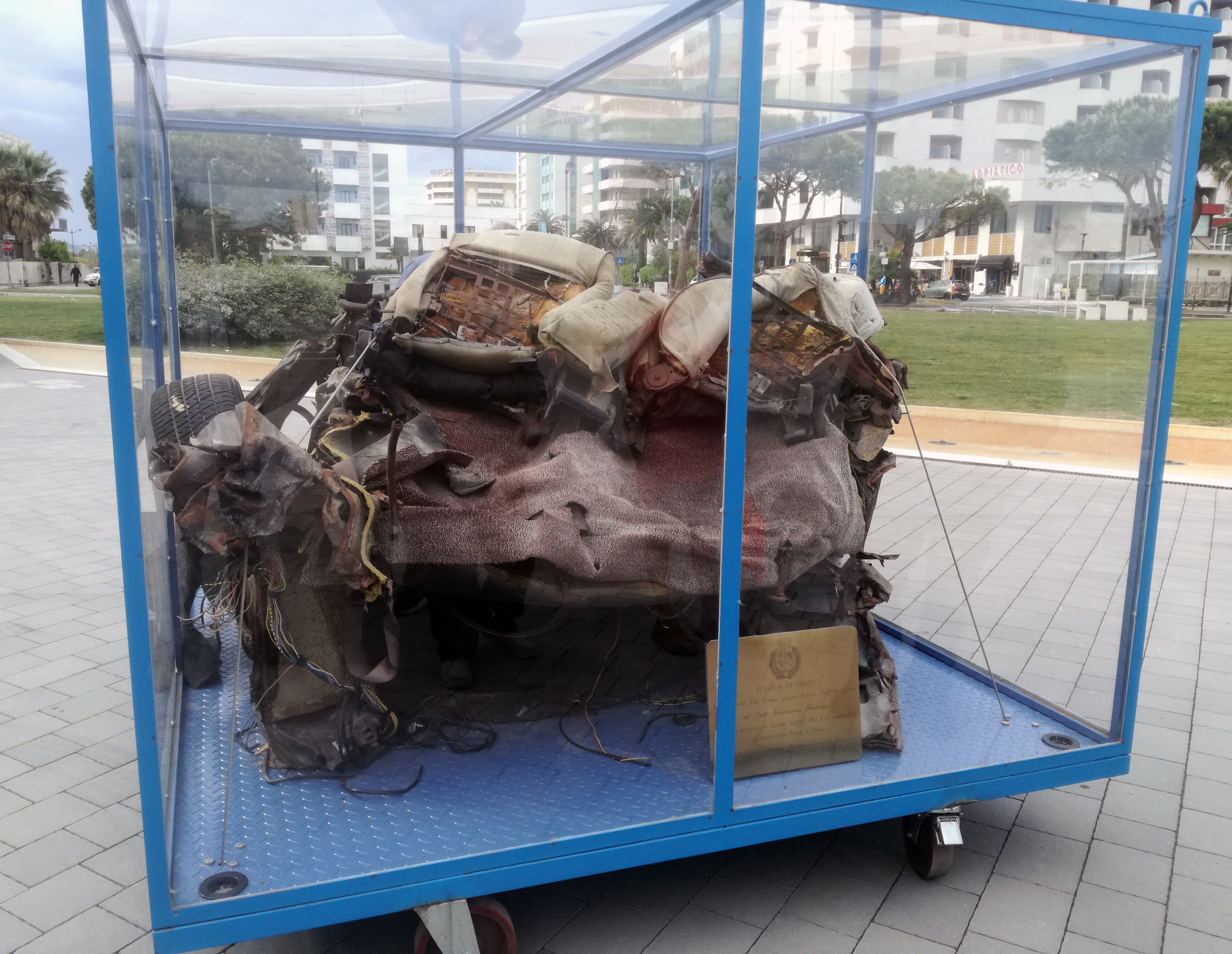
Resti dell'automobile della scorta di Giovanni Falcone.

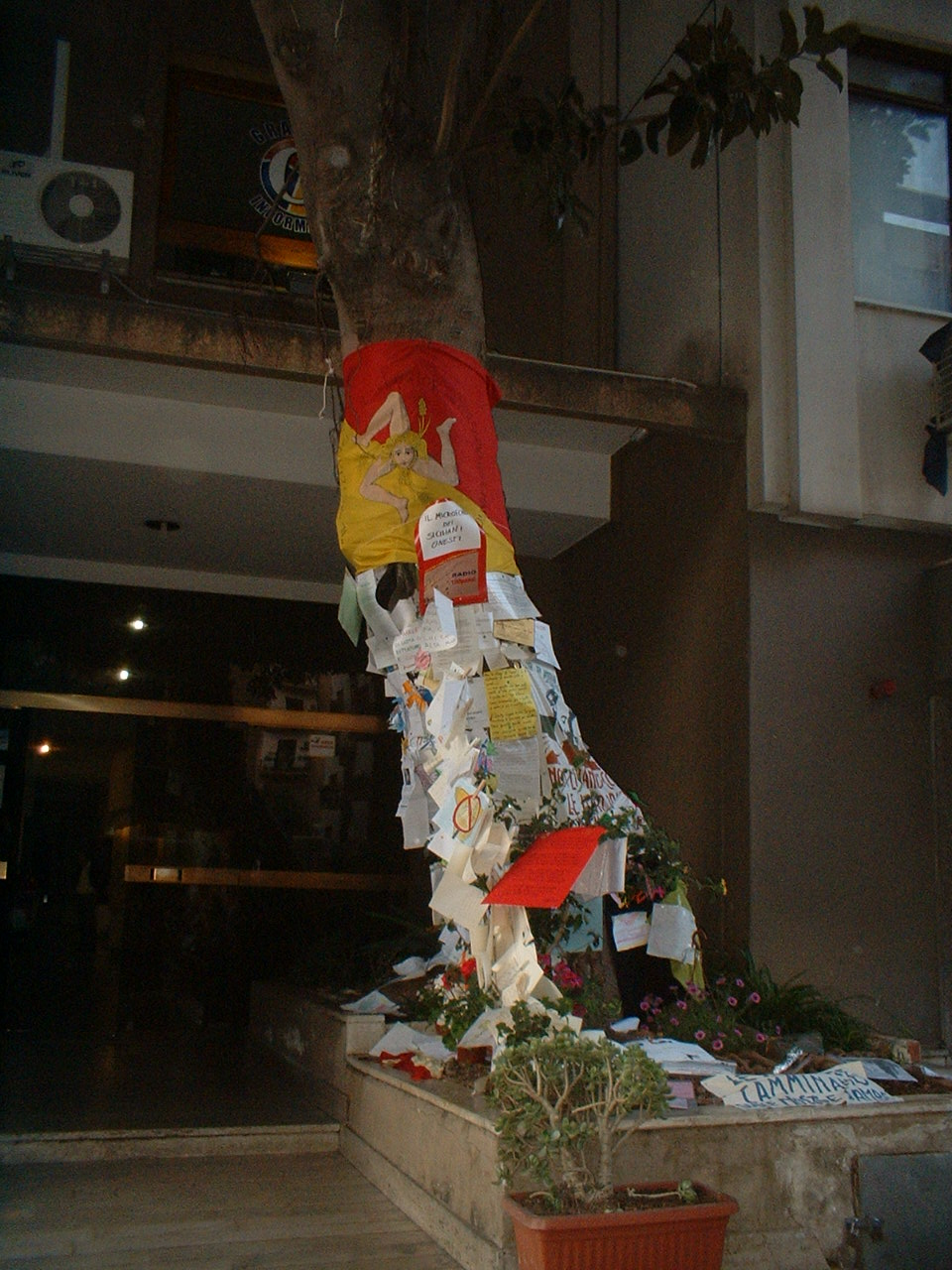
L'albero Falcone a Palermo, in via Emanuele Notarbartolo n. 23.

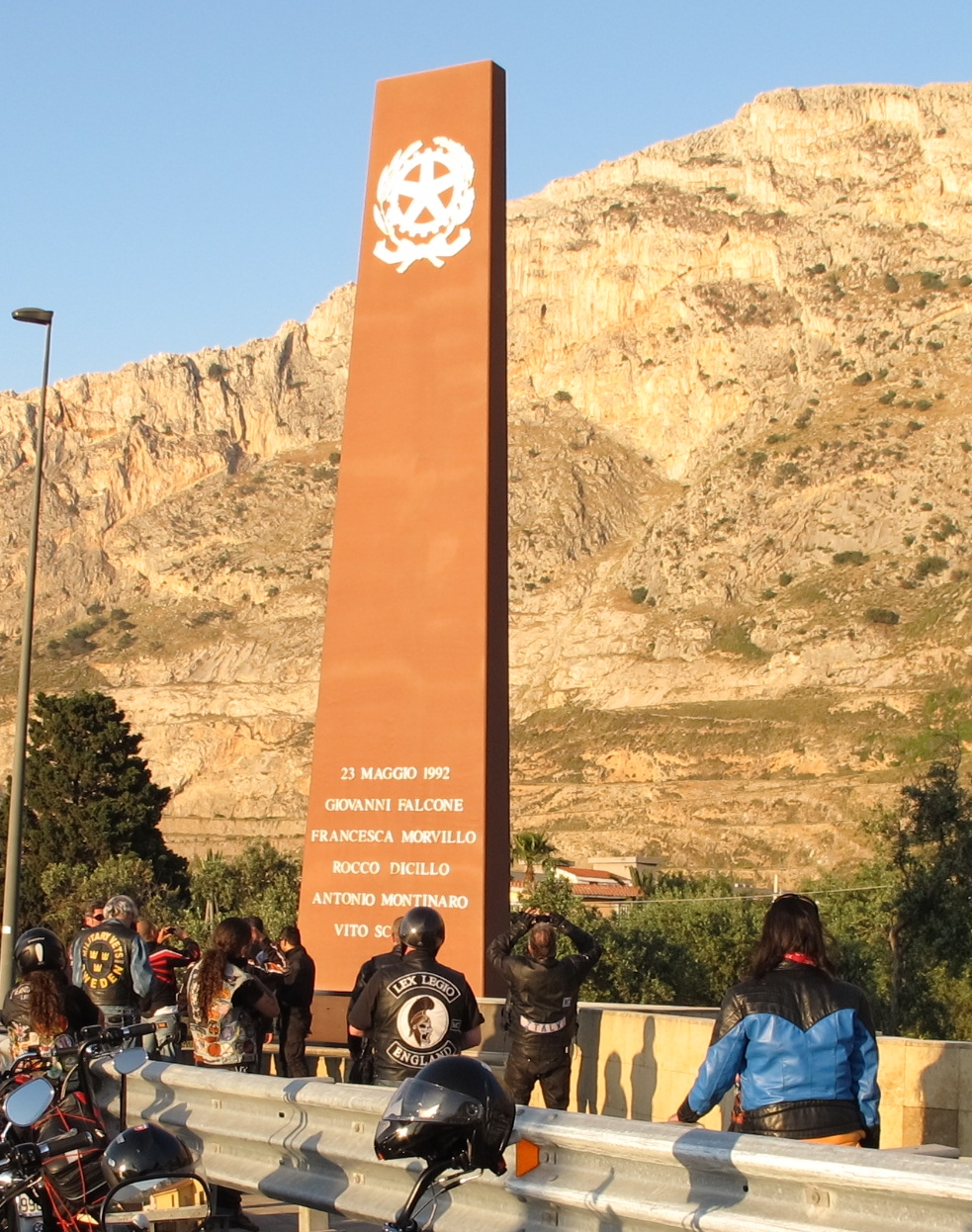
Monumento commemorativo a Falcone nel punto esatto dove avvenne la strage a Capaci.

Al magistrato, in Sicilia e nel resto d'Italia, dopo la scomparsa, sono state dedicate molte scuole e strade, nonché una piazza nel centro di Palermo (nel giugno del 2008). La prima scuola dedicatagli è il liceo linguistico di Bergamo, il cui nome dedicato al magistrato è stato approvato nel 1993 e ufficializzato con una cerimonia il 27 novembre dello stesso anno, alla quale ha partecipato anche il magistrato Armando Spataro, collaboratore di Falcone a Palermo. Nel 1999 gli è stato intitolato il convitto nazionale di Palermo.
- Nella sede dell'FBI di Quantico negli Stati Uniti, è presente una statua di Giovanni Falcone, voluta dal direttore Louis Freech.
- A Falcone e al suo collega Borsellino il comune di Castellammare di Stabia ha dedicato l'aula del consiglio comunale intitolandola a loro nome; nel comune di Scafati è dedicata loro una piazza proprio di fronte alla scuola elementare "Ferdinando II di Borbone"; anche nel comune di Casaluce in provincia di Caserta, è stata dedicata a Falcone una piazza su un bene confiscato alla camorra; a Casalnuovo di Napoli gli è dedicata una via, mentre ai due colleghi magistrati è stato dedicato anche l'Aeroporto di Palermo-Punta Raisi.
- Nel 2002 il comune di Savignano sul Panaro ha dedicato a Falcone realizzata dallo scultore Antonio Sgroi. L'opera presenta un labirinto dal quale fuoriesce una donna che porta fra le mani una melagrana. Attraverso una fenditura nel frutto si intravede la forma della Venere preistorica di Savignano, come omaggio alla terra locale.[158]
- Un albero situato di fronte all'ingresso del suo appartamento, nella centralissima via Emanuele Notarbartolo a Palermo, raccoglie messaggi, regali e fiori dedicati al giudice: è "l'albero Falcone".[159]
- Luoghi pubblici intitolati a Falcone, al collega Borsellino o ad entrambi i giudici sono presenti in moltissimi comuni italiani.
- Il 23 gennaio 2008, su proposta del sindaco Walter Veltroni, con una risoluzione approvata all'unanimità dal Consiglio dell'VIII Municipio di Roma, la località Ponte di Nona è stata rinominata Villaggio Falcone in suo onore.[160]
- Dal maggio 2011, l'aula delle udienze della Corte d'Appello di Trento è dedicata a Giovanni Falcone e Paolo Borsellino.[161][162]
- All'uscita di Capaci dell'autostrada A29, in prossimità del luogo dell'attentato, è stata eretta una colonna che espone i nomi delle vittime di quel 23 maggio 1992. Qui il giudice, sua moglie e la scorta vengono commemorati ogni anno il giorno dell'anniversario della strage, con la chiusura del tratto al traffico.[163]
- Il 18 maggio 2012, a Roma, nella piazza d'armi della Scuola agenti del Corpo di polizia penitenziaria, intitolata al magistrato, il Presidente della Repubblica Giorgio Napolitano ha inaugurato un manufatto in acciaio e cristallo, denominato teca Falcone, in cui sono conservati i resti della Fiat Croma bianca su cui viaggiava il magistrato al momento di essere vittima dell'attentato.[164]
- Il 3 giugno 2015 le sue spoglie sono state traslate dal cimitero di Sant'Orsola di Palermo nella chiesa di San Domenico della stessa città, Pantheon degli uomini illustri di Sicilia, all'interno di un semplice sepolcro di fronte al monumento funebre di Emerico Amari.
- Il 10 luglio 2017, a pochi giorni dal 25º anniversario della strage di via D'Amelio, è stato decapitato il busto del giudice Falcone, donato dall'Istituto Superiore per la difesa delle tradizioni, davanti all'Istituto Comprensivo che porta lo stesso nome del magistrato, situato nel quartiere palermitano dello Zen.[165] La statua, a cui è stata staccata la testa e un pezzo del busto, è stata poi usata come ariete contro il muro dell'istituto scolastico.[166] "Oltraggiare la memoria di #Falcone è una misera esibizione di vigliaccheria" è il messaggio su Twitter[167] che il primo ministro Paolo Gentiloni ha pubblicato subito dopo aver preso coscienza dell'accaduto.
- Una delle due sale consiliari (quella situata nel quartiere Arenella) della V Municipalità di Napoli è intitolata a Giovanni Falcone e Paolo Borsellino.
- Il 14 novembre 2017, la rappresentanza italiana presso l'Agenzia europea per il contrasto al crimine organizzato (Eurojust) con sede a L'Aja è stata intitolata alla memoria dei giudici Falcone e Borsellino.

## Opere
- Tecniche di indagine in materia di mafia, con Giuliano Turone, in Cassazione Penale, 1983.
- Rapporto sulla mafia degli anni '80. Gli atti dell'Ufficio istruzione del tribunale di Palermo. Giovanni Falcone: intervista-racconto, a cura di Lucio Galluzzo, Francesco La Licata, Saverio Lodato, Palermo, S. F. Flaccovio, 1986.[168]
- Cose di Cosa Nostra, in collaborazione con Marcelle Padovani, Milano, Rizzoli, 1991.
- Io accuso. Cosa nostra, politica e affari nella requisitoria del maxiprocesso, Roma, Libera informazione, 1995.[168]
- La posta in gioco. Interventi e proposte per la lotta alla mafia, Milano, BUR Rizzoli, 2010, ISBN 978-88-17-04391-5.

## Nella cultura di massa

### Cinema, televisione e teatro
Nelle opere di finzione narrativa, ossia nei film e nelle fiction televisive, è stato più volte mostrato Giovanni Falcone, o con immagini di repertorio (ad esempio nel documentario In un altro paese), oppure come personaggio interpretato da attori (sia in pellicole interamente incentrate sulla vita e la morte di Falcone, sia in pellicole in cui Falcone è solamente citato oppure appare come comparsa).
- Giovanni Falcone (1993), con protagonista Michele Placido nel ruolo di Falcone.
- I giudici - Excellent Cadavers (1999), con Chazz Palminteri nel ruolo di Falcone.
- Paolo Borsellino (2004), con Ennio Fantastichini nel ruolo di Falcone.
- In un altro paese (2005), un documentario di Marco Turco[169] in cui ci sono immagini di repertorio su Falcone.
- Giovanni Falcone - L'uomo che sfidò Cosa Nostra (2006), con protagonista Massimo Dapporto nel ruolo di Falcone.
- Il capo dei capi (2007), con Andrea Tidona nel ruolo di Falcone.
- Vi perdono ma inginocchiatevi, un TV movie del 2012 che racconta le vicende degli uomini della scorta di Giovanni Falcone.
- Convitto Falcone (2012), cortometraggio di Pasquale Scimeca.
- 1992, un telefilm del 2015 in cui c'è una brevissima partecipazione di Claudio Spadaro nel ruolo di Falcone, adeguatamente camuffato per assomigliare al magistrato palermitano.
- Era d'estate (2015) con protagonista Massimo Popolizio nel ruolo di Falcone.
- Il traditore (2019) con Fausto Russo Alesi nel ruolo di Falcone.
- Giovanni Falcone - Anni di piombo (2020), di Marco Giolo, progetto per un lungometraggio animato mai realizzato, respinto dal MiBACT e dalla Rai.[170]
- Gli invisibili - la solitudine dei giusti (dal 2022), atto unico teatrale prodotto dalla Nuova Compagnia Teatrale aps di Verona per la regia di Enzo Rapisarda.[171]

### Letteratura e musica
- Per questo mi chiamo Giovanni, romanzo scritto da Luigi Garlando nel 2004.
- Marco Ongaro ha dedicato al giudice Falcone la canzone La scorta, presente nell'album del 2010 Canzoni per adulti.
- Stefano Fonzi (musiche), Giommaria Monti (testi). Il coraggio della solitudine. Edizioni Musicali Rai Trade, 2007.[172]
- I Savatage, gruppo heavy metal statunitense, hanno dedicato al giudice Falcone la canzone "Castles Burning", presente nell'album del 1994 Handful of Rain.
- Signor tenente, canzone scritta da Giorgio Faletti nel 1994 e presentata al Festival di Sanremo dello stesso anno, fa allusione alla strage di Capaci e a quella di Via D'Amelio.
- Giacomo Bendotti (testo e disegni), autore romano, ha realizzato una graphic novel dedicata a Giovanni Falcone.
- Lo scrittore Roberto Saviano, basandosi su testimonianze ed atti processuali, ha raccontato la vita di Falcone nel romanzo Solo è il coraggio. Giovanni Falcone, il romanzo, pubblicato da Feltrinelli nel 2022 in occasione del trentennale della strage di Capaci.

## Onorificenze
Il 13 novembre 2006 è stato nominato tra gli eroi degli ultimi 60 anni dal Time magazine. Inoltre, è stato nominato in suo onore l'asteroide 60183 Falcone.

2 euro commemorativi

L'Istituto Poligrafico e Zecca dello Stato ha annunziato l'emissione nel 2022 di una moneta commemorativa da 2 euro, destinata alla circolazione, in occasione del 30°esimo anniversario dell'assassinio di Giovanni Falcone e Paolo Borsellino.
Nel 2022 la Fondazione Italia USA gli ha attribuito alla Camera dei Deputati il Premio America alla memoria, che è stato ritirato da Pietro Grasso.